# Ōagata-jinja
Le sanctuaire Ōagata (大縣神社) est un sanctuaire shinto situé dans la ville d'Inuyama, préfecture d'Aichi,. Il a été enregistré dans l'Engishiki Jinmyocho sous le nom de Myojin Taisha. C'est le Ninomiya ou deuxième sanctuaire de la province d'Owari. C'est un sanctuaire Beppyo.
Il est situé juste à côté du sanctuaire Tagata-jinja, connu pour ses propres célébrations uniques, soulignant ainsi la proximité physique et thématique entre les deux sites sacrés,.
Un sanctuaire célèbre pour son festival des récoltes Hōnensai, ou festival du pénis organisé chaque année le 15 mars,.
Il y a un festival du vagin le 14 mai. Leur célébration se caractérise par une ambiance plus discrète et plus réservée,.
Les deux sanctuaires démontrent des traditions religieuses qui contrastent fortement avec les vues occidentales conventionnelles sur la sexualité. Avec le sanctuaire Tagata-jinja, il est renommé pour accueillir des festivals qui mettent en avant de manière proéminente des symboles sexuels, démontrant l'attitude ouverte et acceptante du Japon envers les thèmes sexuels.

## Aperçu

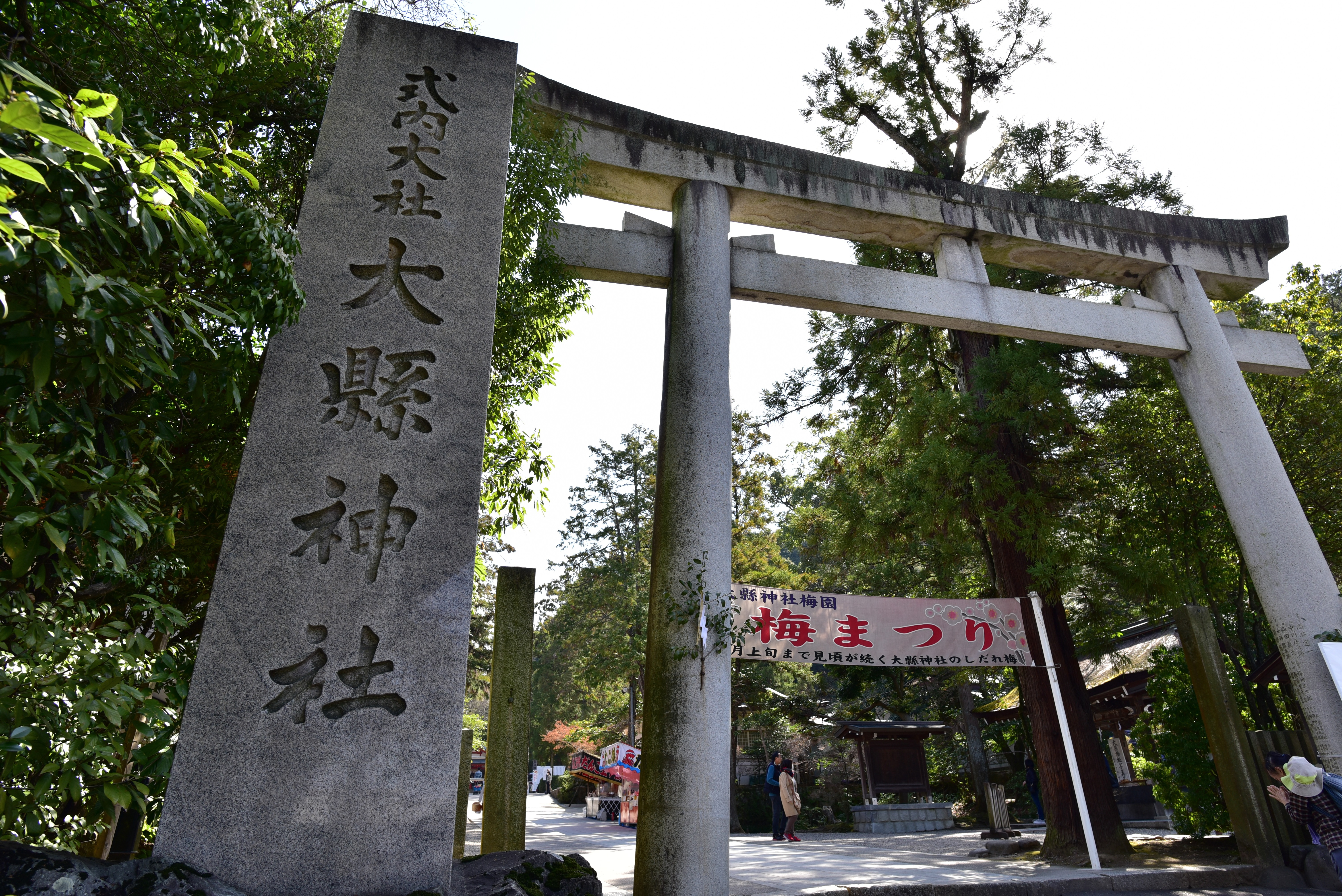
porte torii

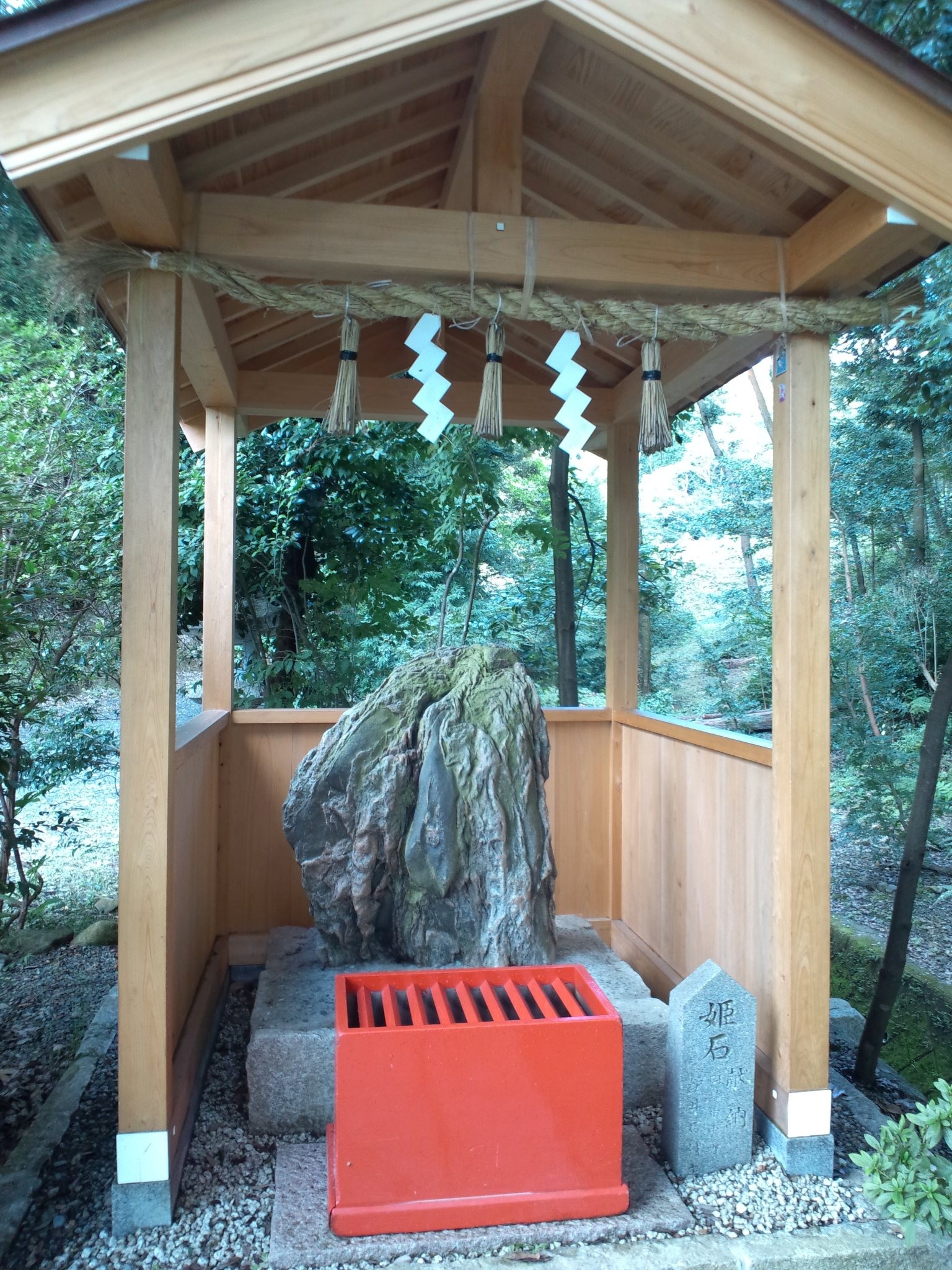
Himeishi

Il s'agit du Ninomiya, ou sanctuaire de deuxième rang dans la province d'Owari, classé en dessous Masumida-jinja.
Il est situé à proximité du Tagata-jinja, le sanctuaire célèbre pour accueillir Hōnensai. Le sanctuaire d'Oagata organise un festival yonique similaire le dimanche précédant ce festival
Aotsuka Kofun (en) est situé sur le terrain du sanctuaire, à 3,5 kilomètres à l'ouest du honden.
Le sanctuaire prétend que le kofun est la tombe de son kami, Oarata-no-mikoto (大荒田命). Pendant la période Sengoku, le tumulus fut fortifié comme château par les forces de Toyotomi Hideyoshi lors de la Bataille de Komaki et Nagakute en 1584.
Le festival annuel de la Bonne Récolte, également connu sous le nom de festival Hime no Miya Hōnen, est célébré au sanctuaire Ōagata, dans la ville d'Inuyama, préfecture d'Aichi. Cet événement spécial a lieu le dimanche le plus proche du 15 mars chaque année. Il est bien connu pour son accent sur la fertilité et la prospérité, représentant notamment un symbolisme particulier. Il sert de célébration au festival de la Bonne Récolte au sanctuaire Tagata-jinja, créant une observance de la fertilité avec des représentations tant masculines que féminines,.
Le sanctuaire Ōagata, situé dans la province d'Owari, revêt une importance en tant que sanctuaire shinto dédié à Ōagata no okami, une divinité vénérée pour avoir cultivé la région d'Owari. Connu comme le sanctuaire éminent d'Owari, Ōagata no okami est hautement respecté en tant que gardien protecteur apportant la prospérité aux entreprises et protégeant contre le malheur.
Le sanctuaire Oagata, situé dans la ville d'Inuyama, dans la préfecture d'Aichi, symbolise les traditions japonaises en mêlant coutumes anciennes et pratiques modernes. Elle est réputée pour ses fêtes qui honorent la fertilité et l'équilibre des énergies féminines. Profondément enraciné dans la spiritualité, ce sanctuaire complète le Tagata-jinja créant une célébration de la fertilité à travers leurs événements annuels :331-353.
Avec son histoire, son architecture impressionnante et ses célébrations culturelles distinctives, le sanctuaire Oagata continue de jouer un rôle dans le paysage spirituel et culturel du Japon :331-353.
Les festivals tenus au sanctuaire Oagata honorent les éléments de la vie, de la fertilité et l'équilibre entre les énergies féminines. Ces traditions soutiennent non seulement l'héritage du Japon, mais offrent également un aperçu de la manière dont les célébrations se sont adaptées aux temps modernes. L'importance de longue date des sanctuaires symbolise le lien durable entre les personnes et la spiritualité, connectant les générations présentes et futures :331-353.

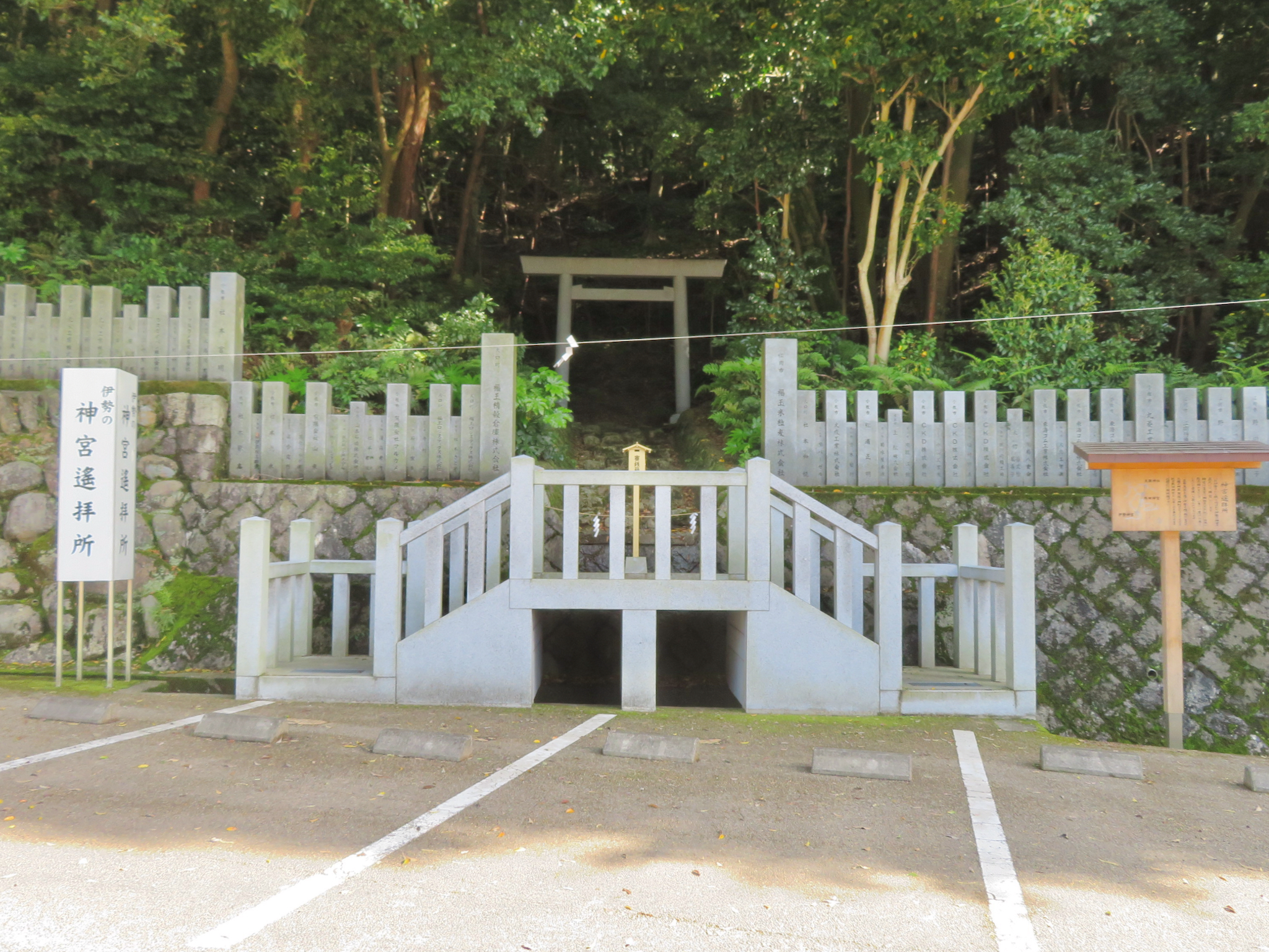
Jingu Yohaijo, ou lieu de culte éloigné du grand sanctuaire d'Ise

Le sanctuaire Ōagata se distingue en tant que sanctuaire shinto connu, situé dans la ville d'Inuyama, préfecture d'Aichi, au Japon. Il rend hommage à la divinité vénérée Ōagata Omikami, saluée comme la pionnière de la région d'Owari et symbole de prospérité et de bonne chance dans les entreprises commerciales. Localement appelé Ninomiya, signifiant « le sanctuaire de second rang », ce lieu sacré détient une importance pour la communauté.

## Galerie

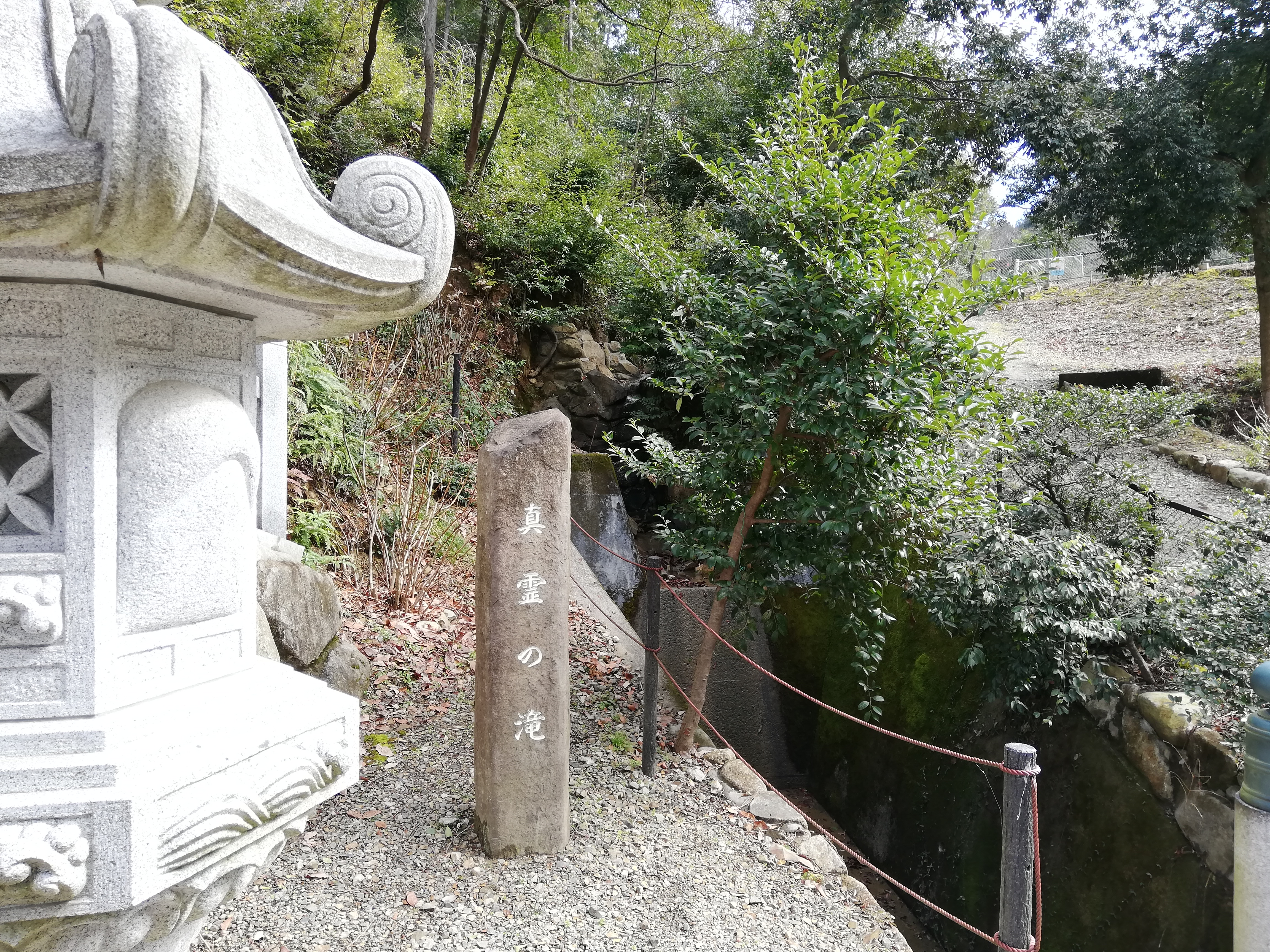
Sanctuaire Ōagata vu le 19 février 2021
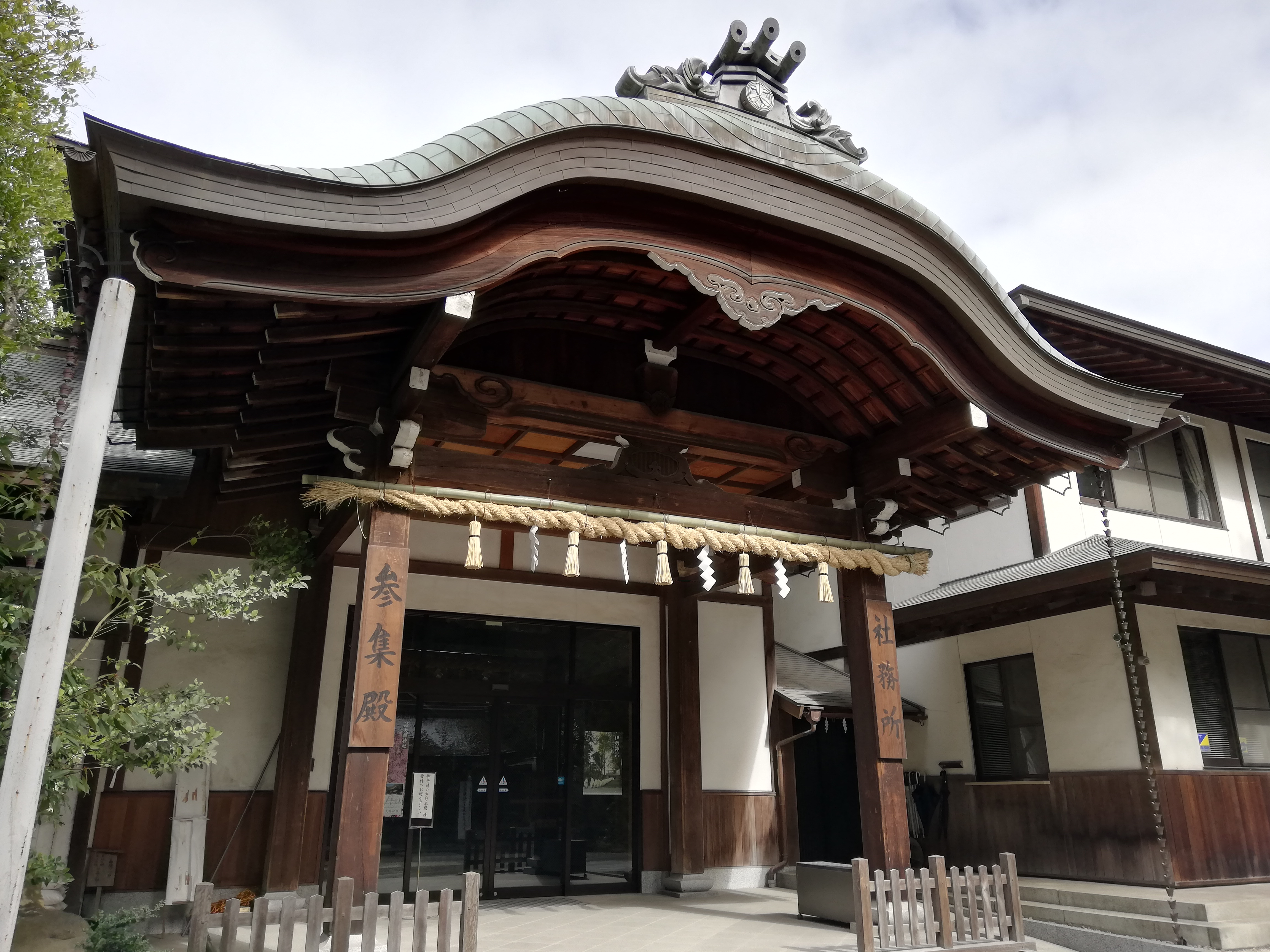
Bureau et espace de réunion au sanctuaire Ōagata
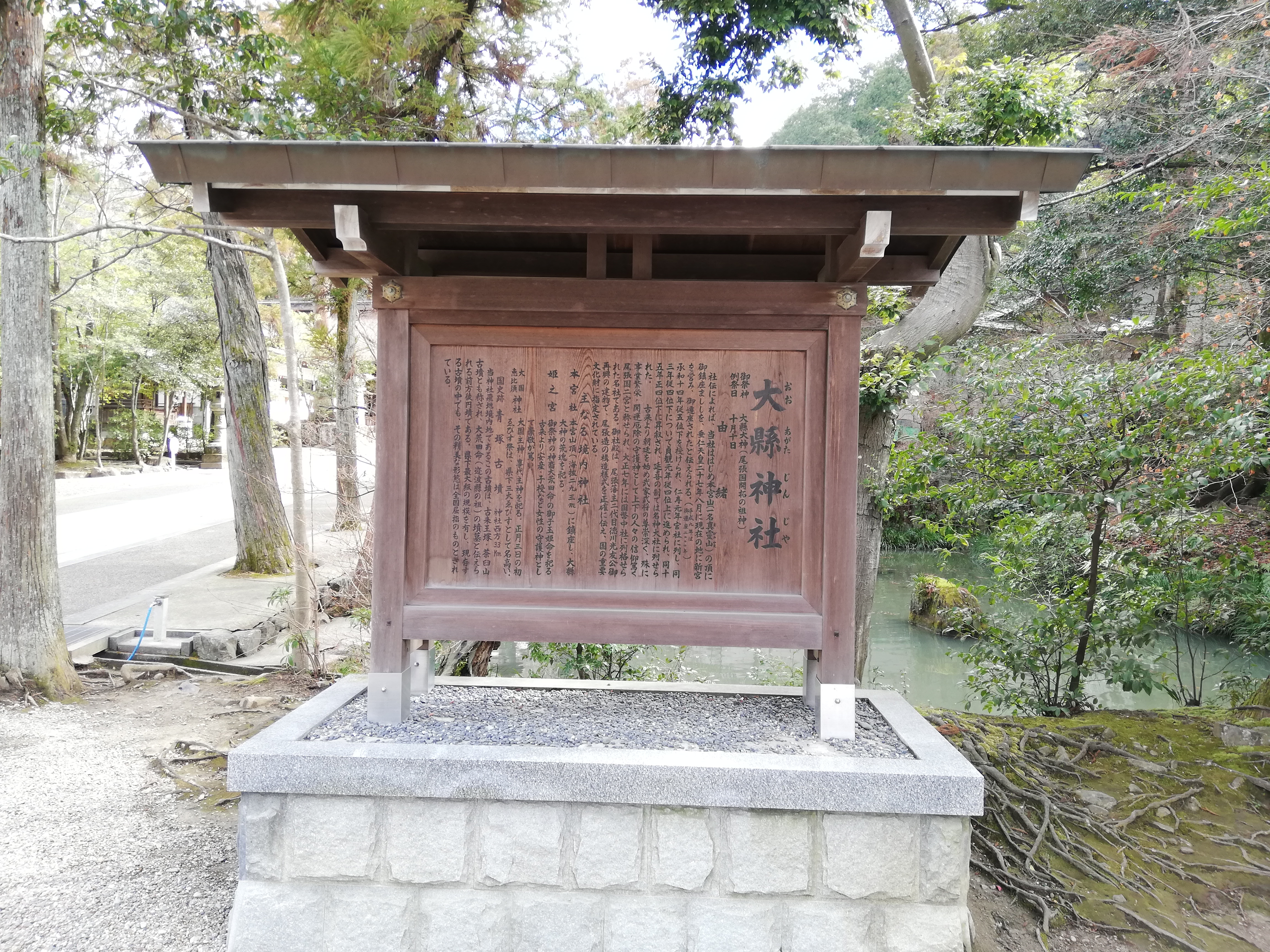
Signe du sanctuaire Ōagata, 2021
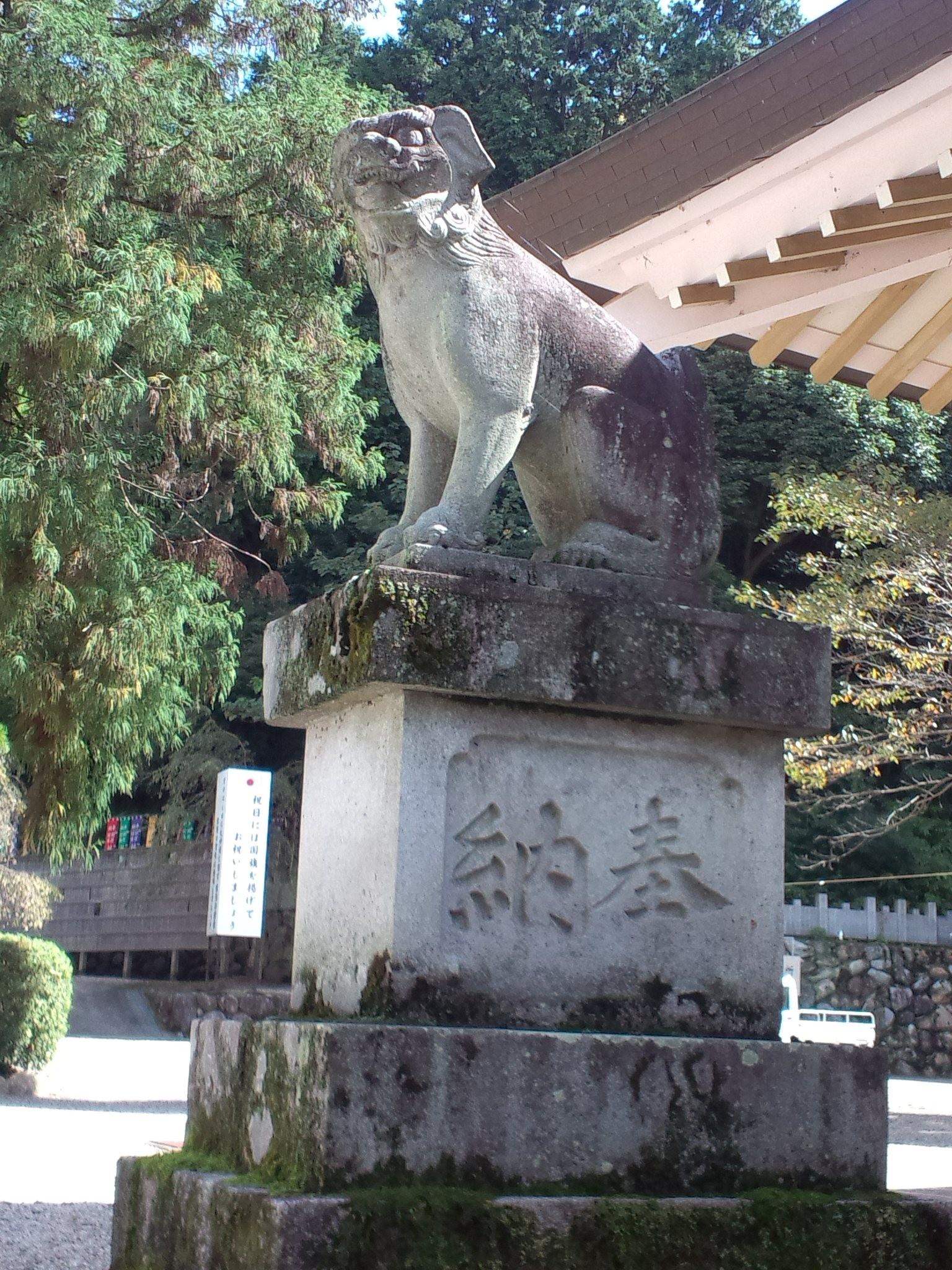
Komainu, chiens-lions gardiens du sanctuaire Ōagata
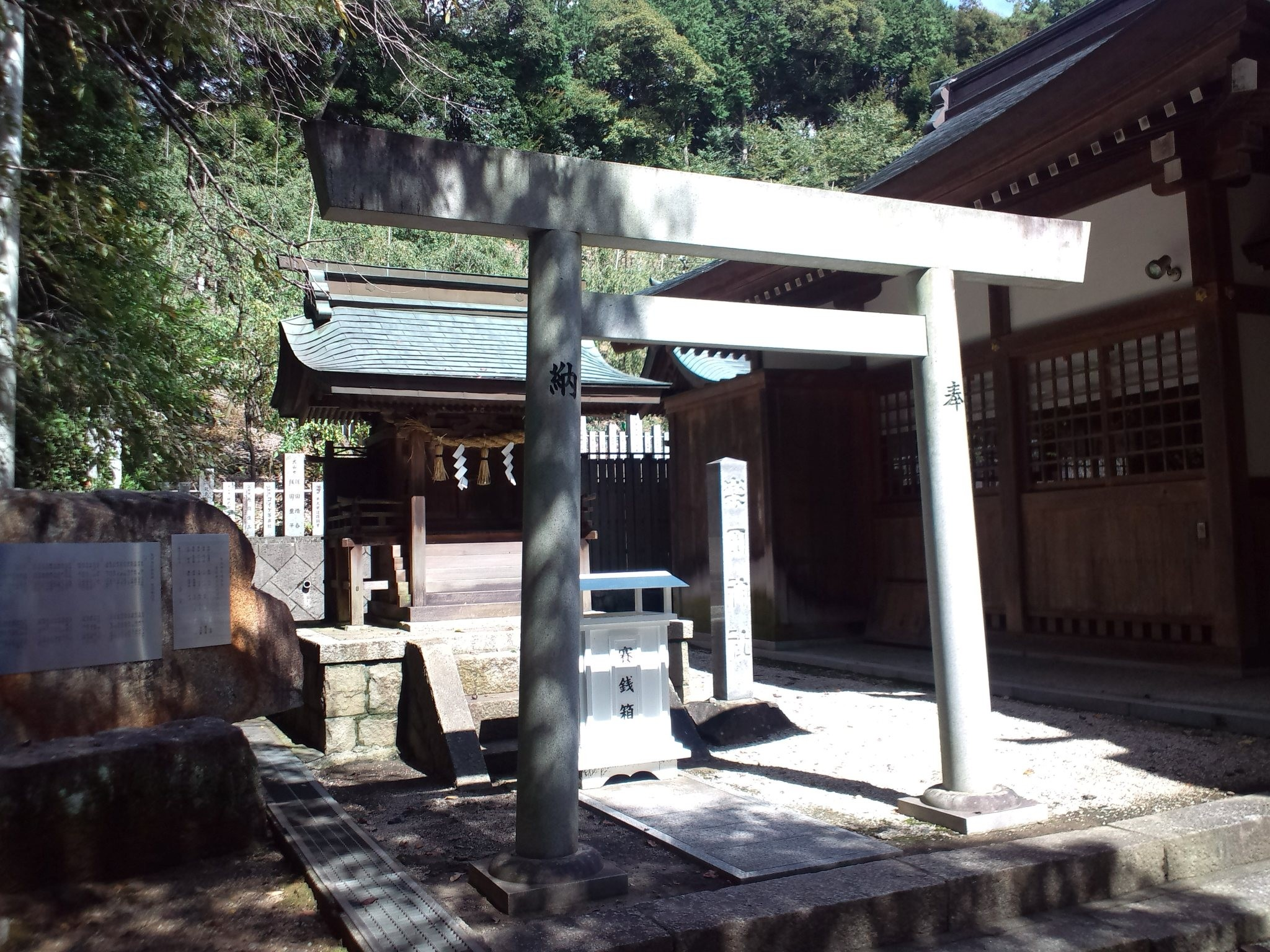
Sessha (sanctuaire auxiliaire) au sanctuaire Ōagata
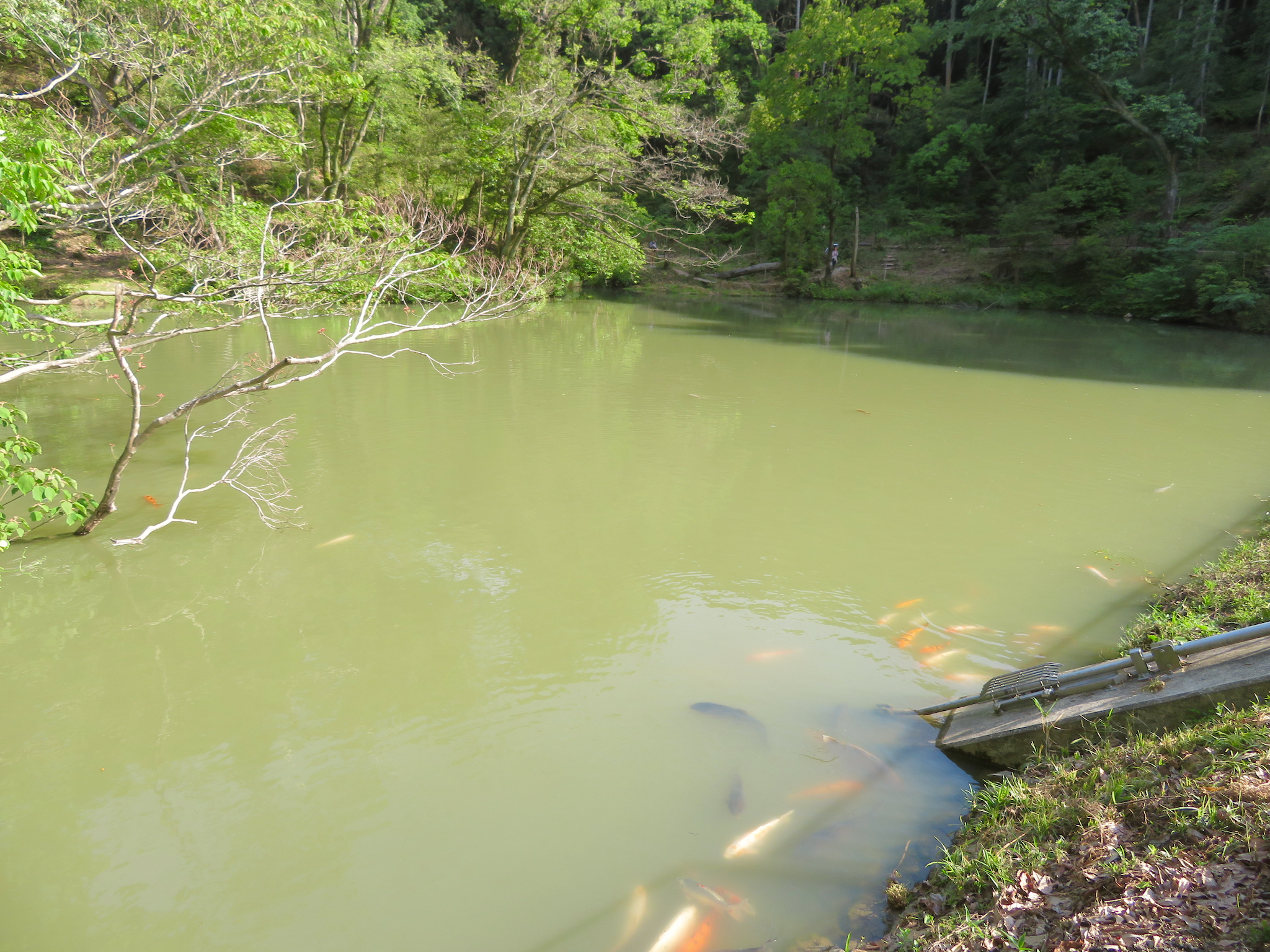
Miyaike (étang) au sanctuaire Ōagata
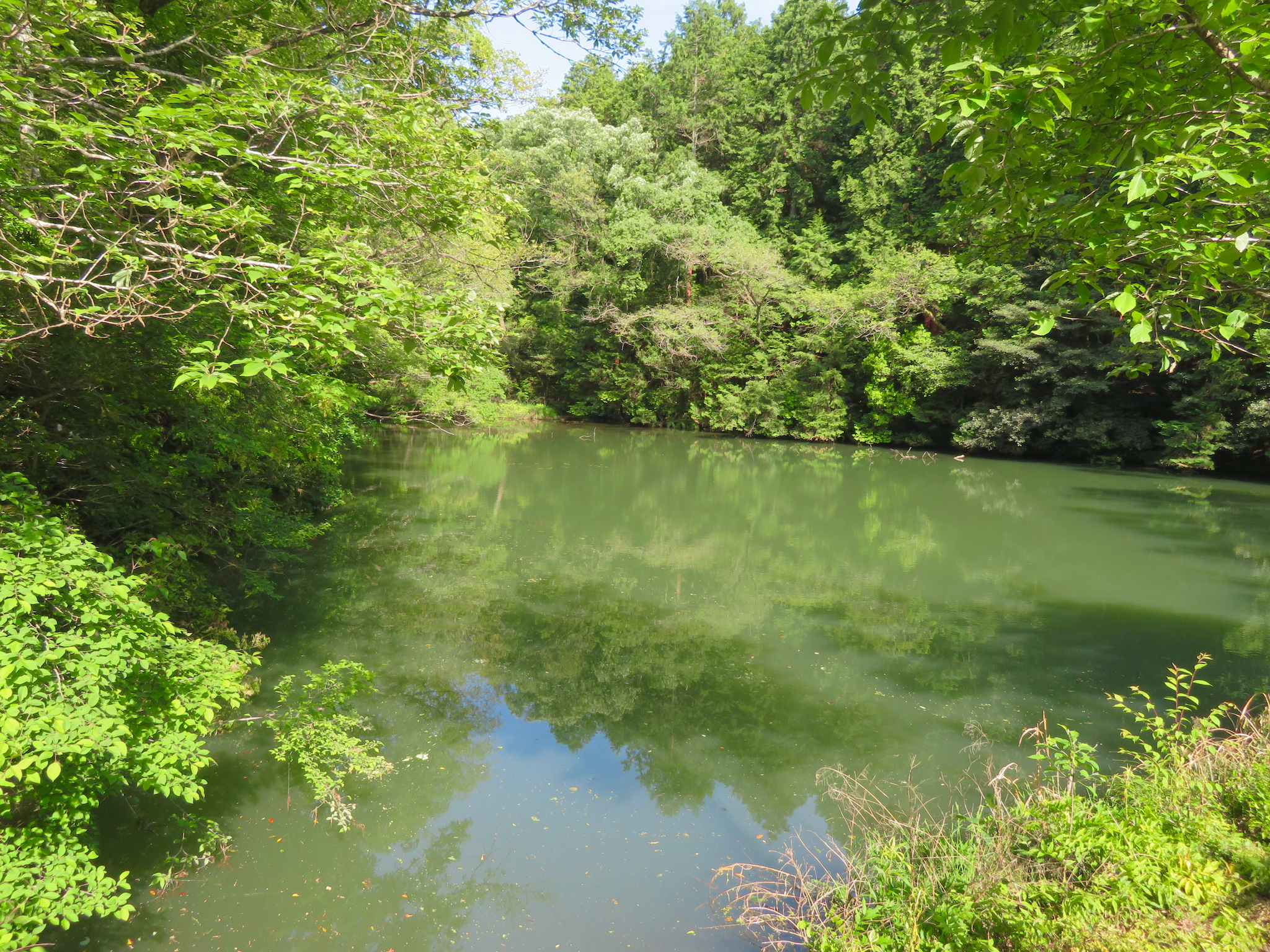
Nishiboraike (étang de la grotte ouest) au sanctuaire Ōagata

### Torii d’entrée

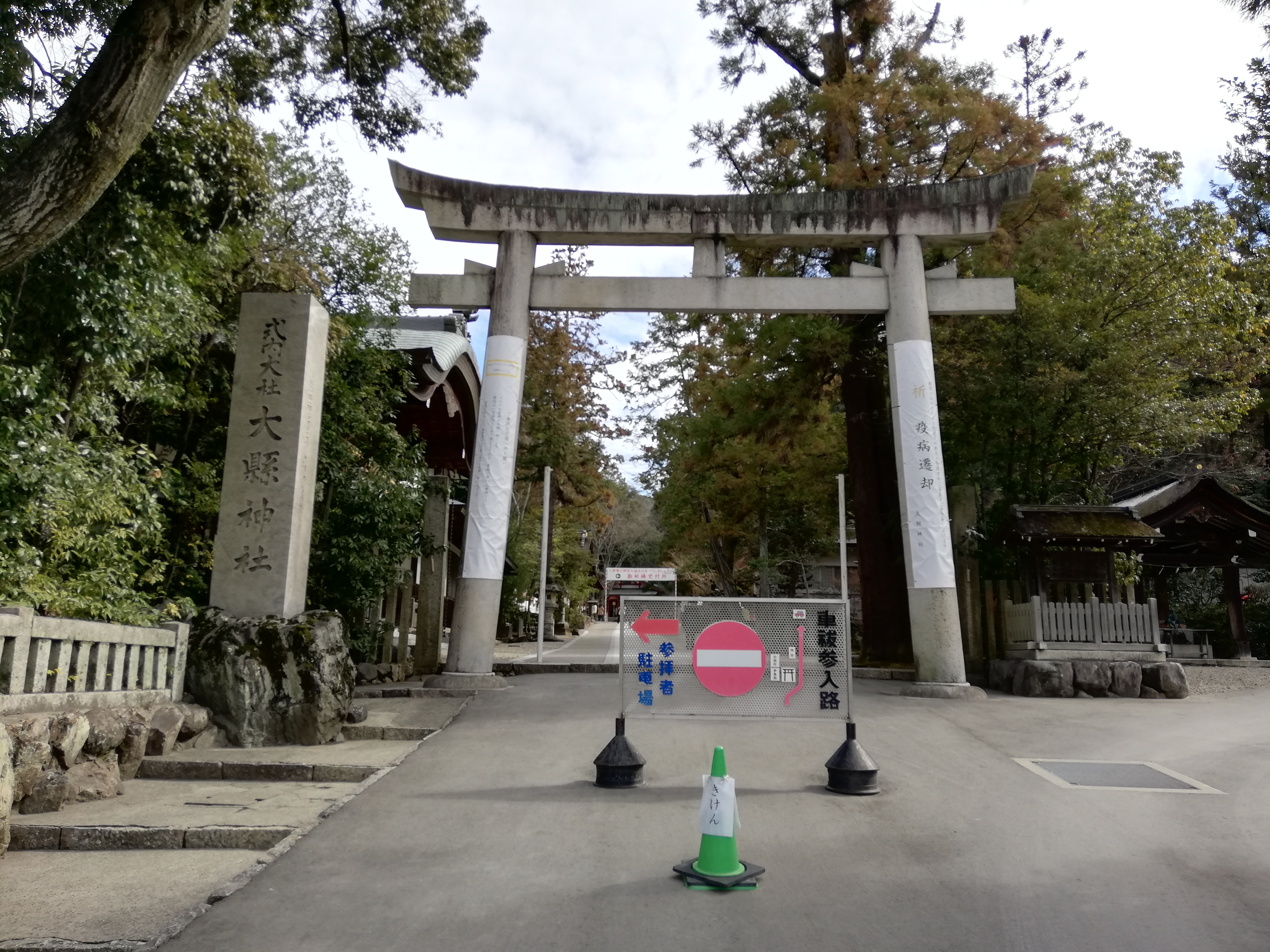
Entrée de la porte Torii au sanctuaire d'Oagata, Inuyama 2021
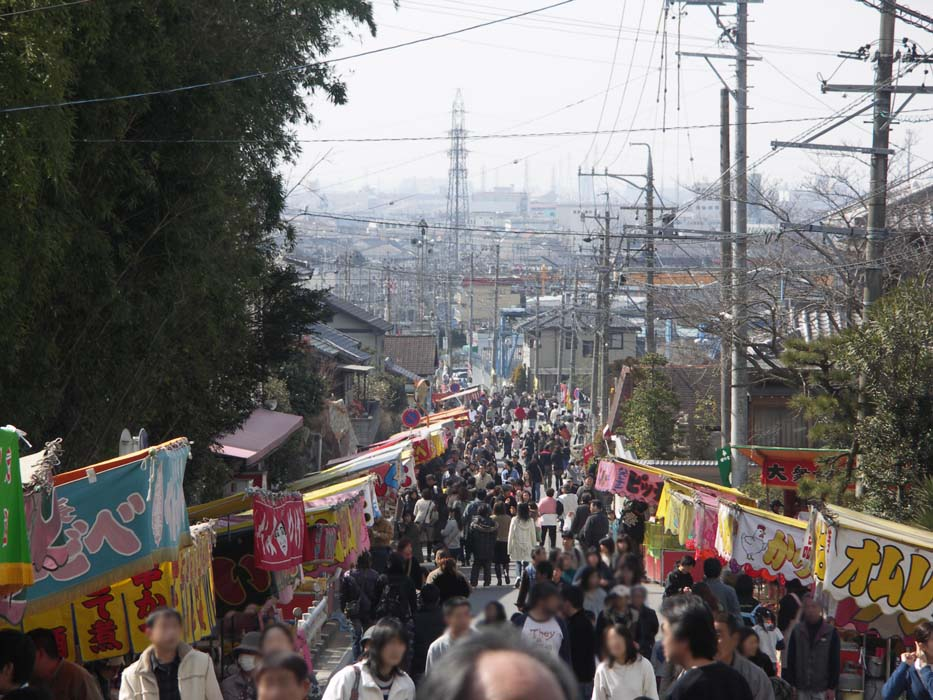
Rue du Festival au sanctuaire Ōagata, mars 2008
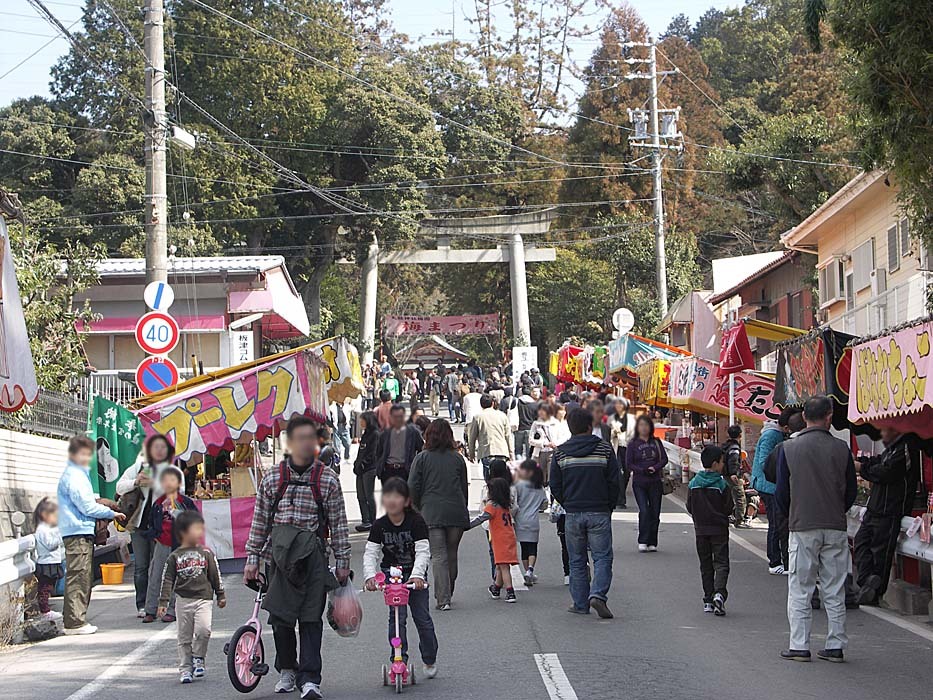
Rue du Festival au sanctuaire Ōagata avec Torii en arrière-plan, mars 2008
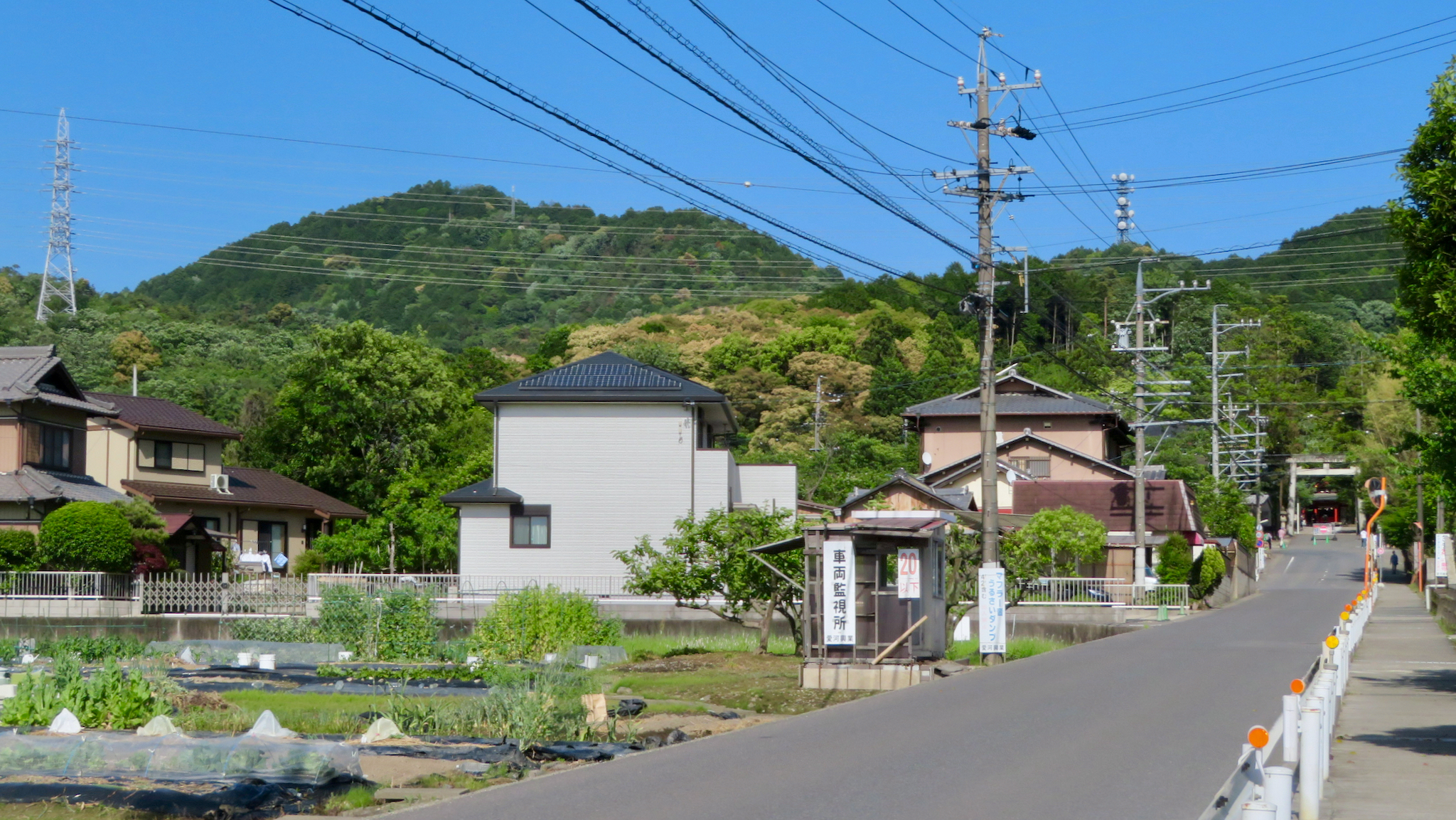
Mont Hongu et Oagata Jinja
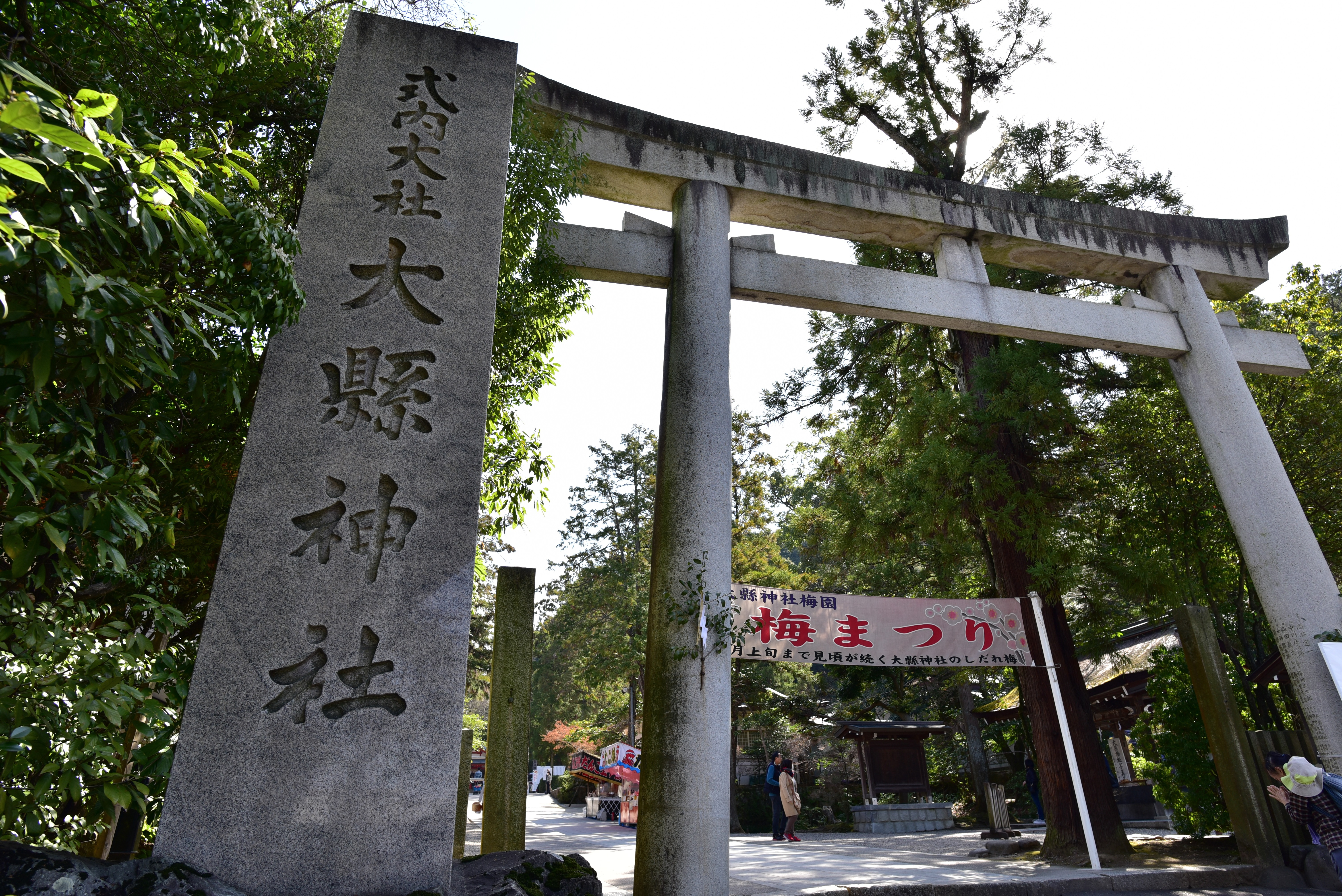
Entrée de la porte Torii du sanctuaire Oagata, Inuyama, 2018
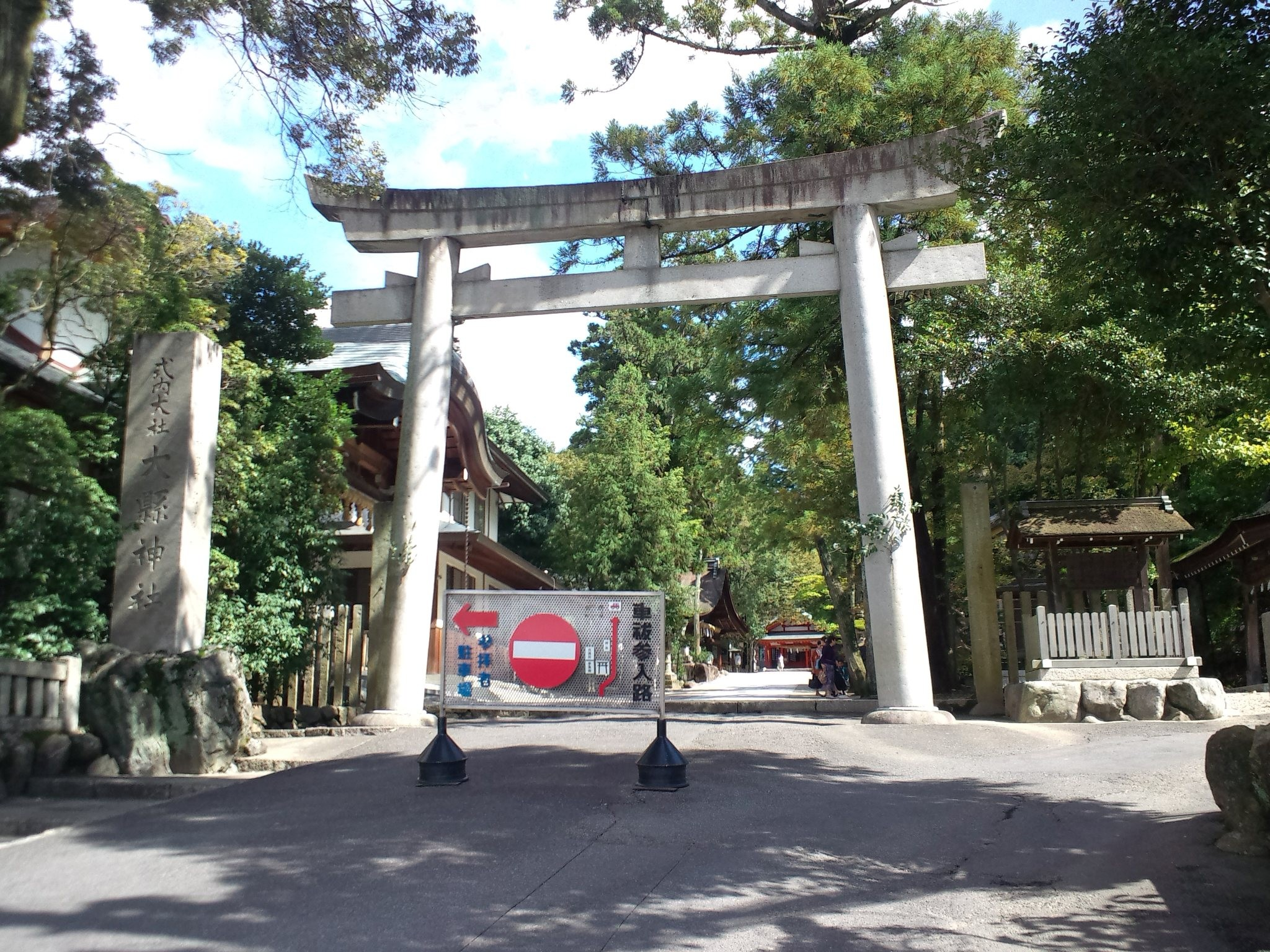
Oagata-jinja Torii
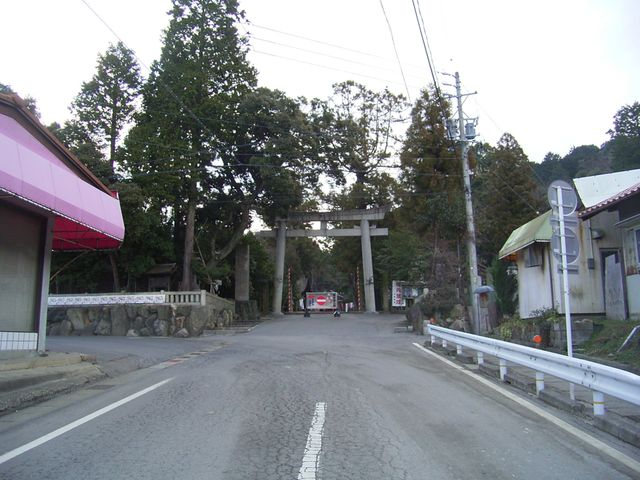
Entrée de la Sanctuaire Ōagata

### Haiden

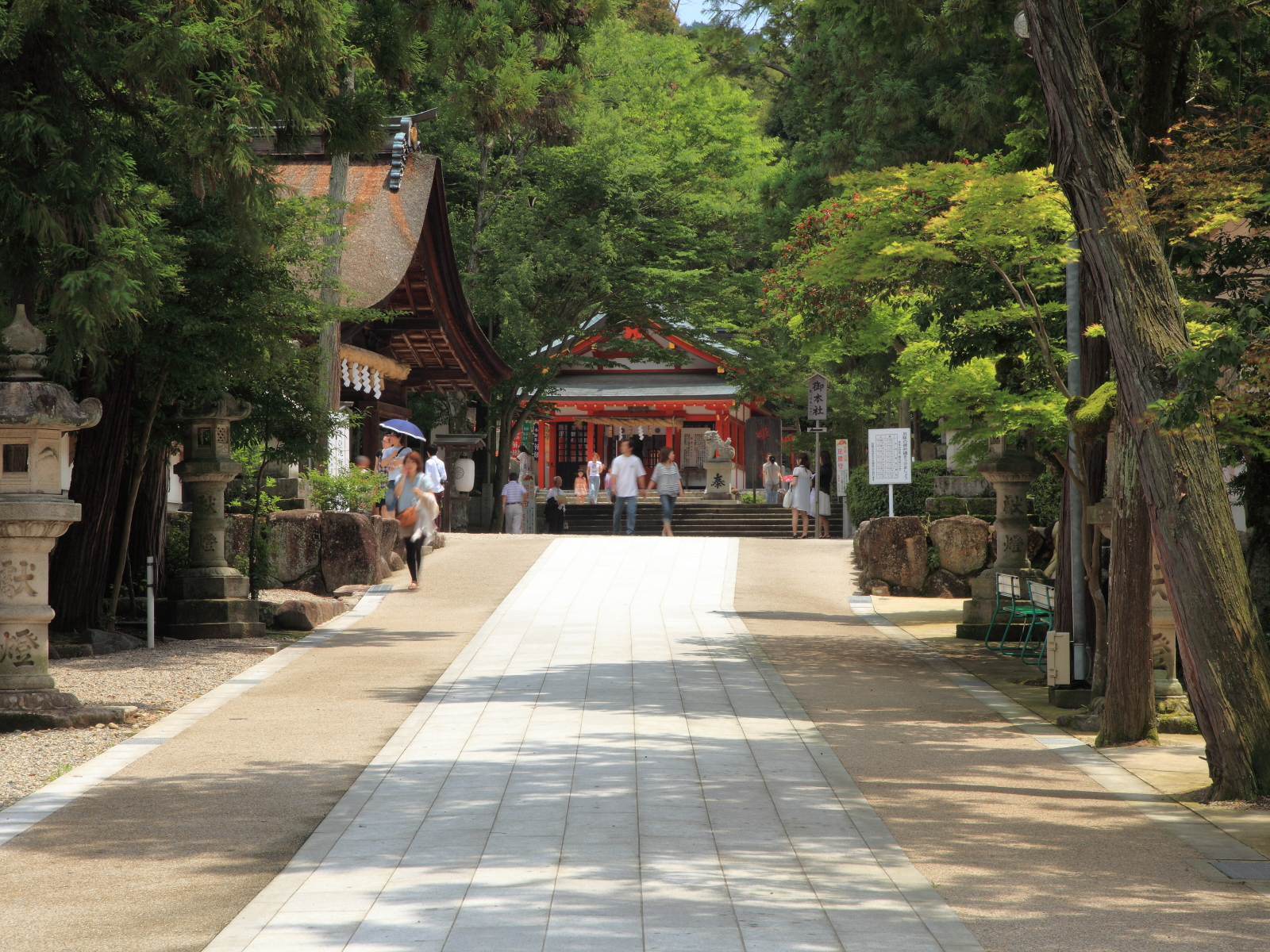
Approche du sanctuaire Himenomiya Oagata, Inuyama 2012
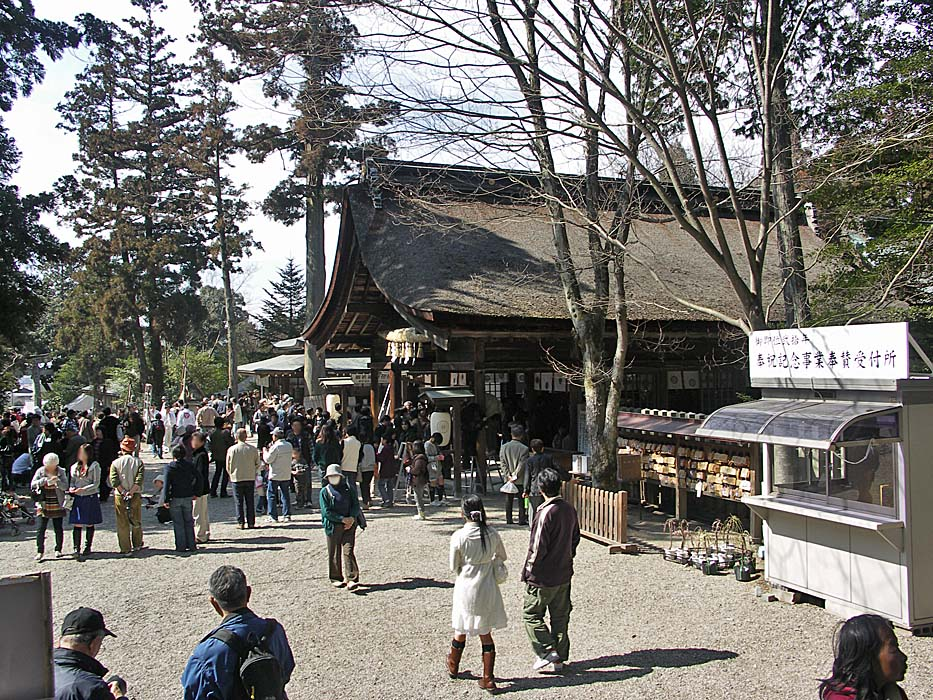
Foule à Haiden, sanctuaire d'Oagata
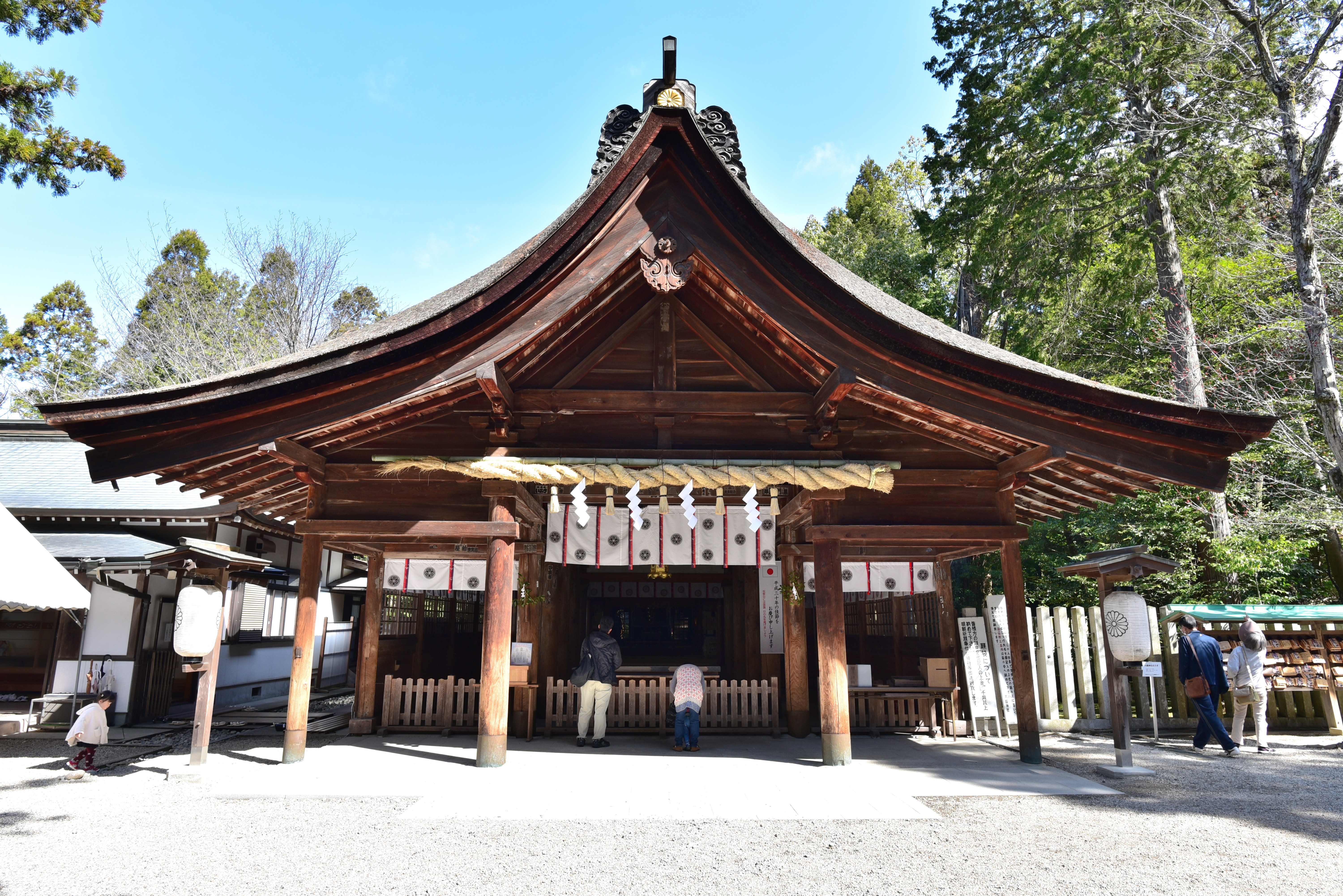
Sanctuaire Oagata Haiden, 2018
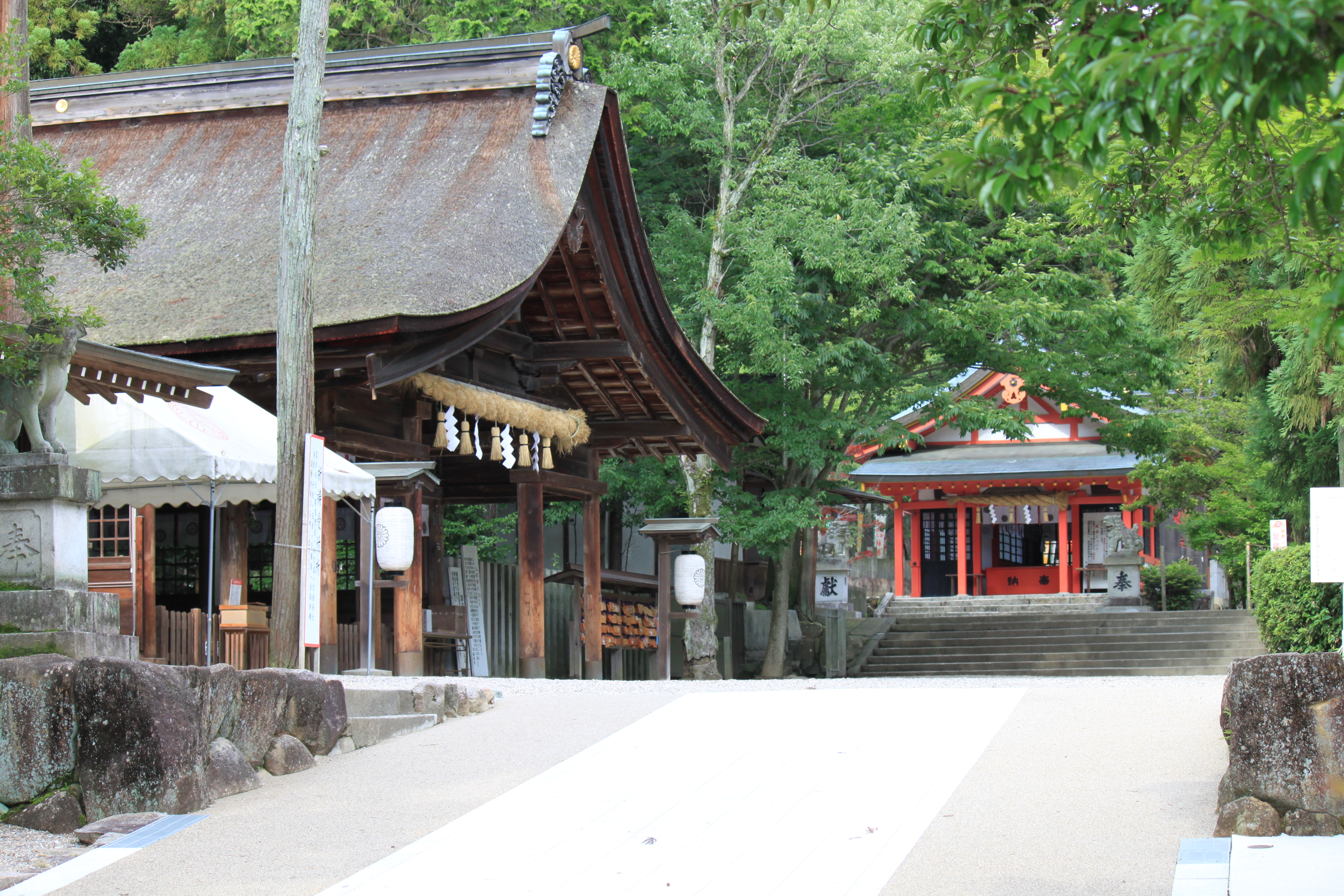
Haiden et Himenomiya au sanctuaire d'Oagata, 2010
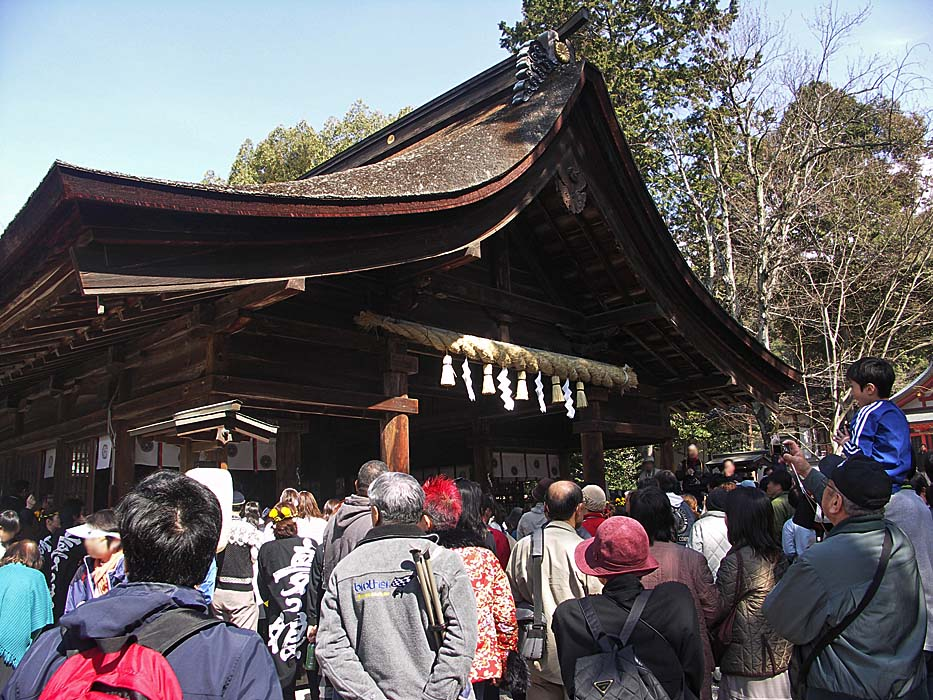
Les fidèles se sont rassemblés au sanctuaire Oagata Haiden
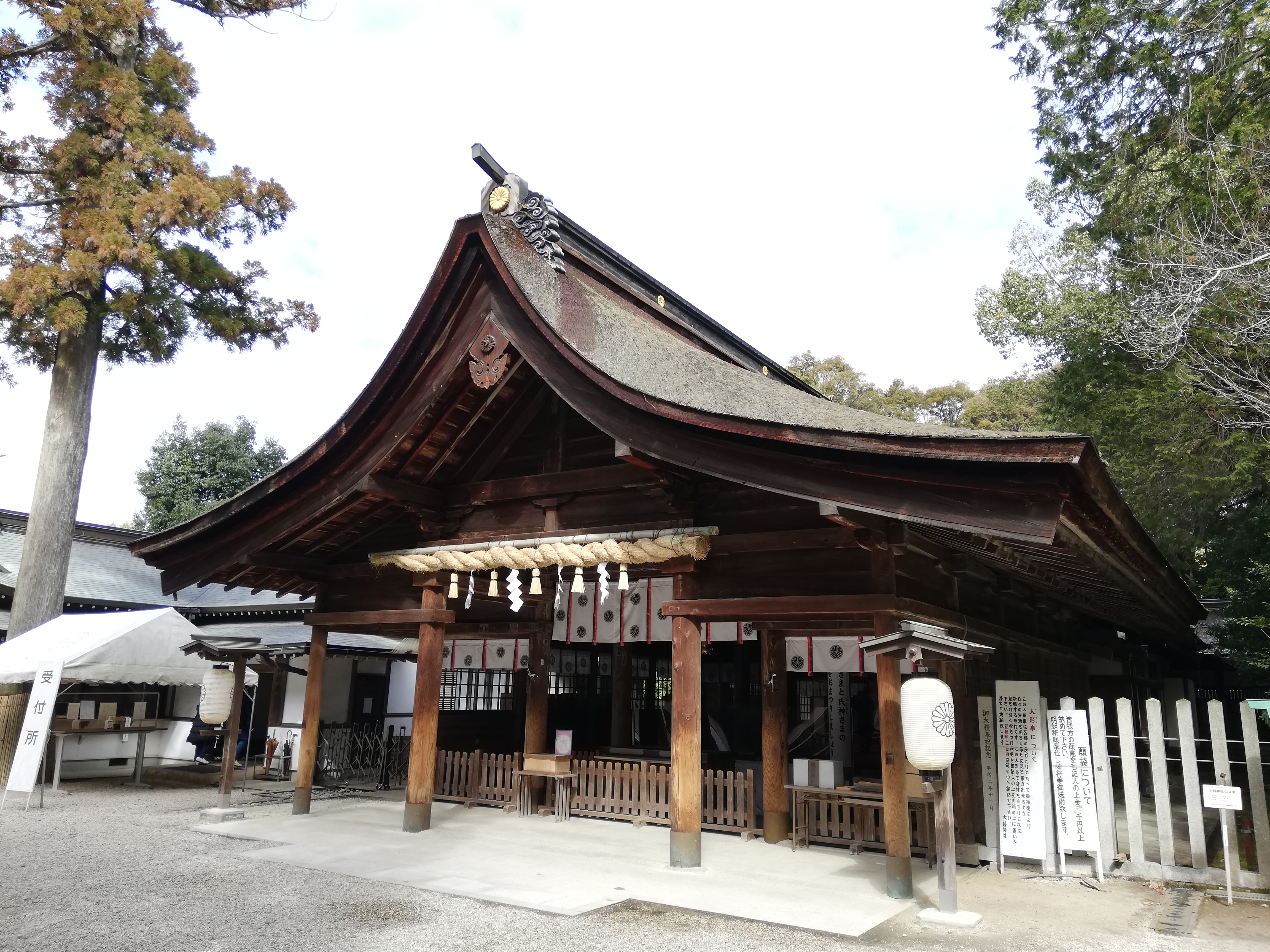
Sanctuaire Ōagata Haiden, 2021
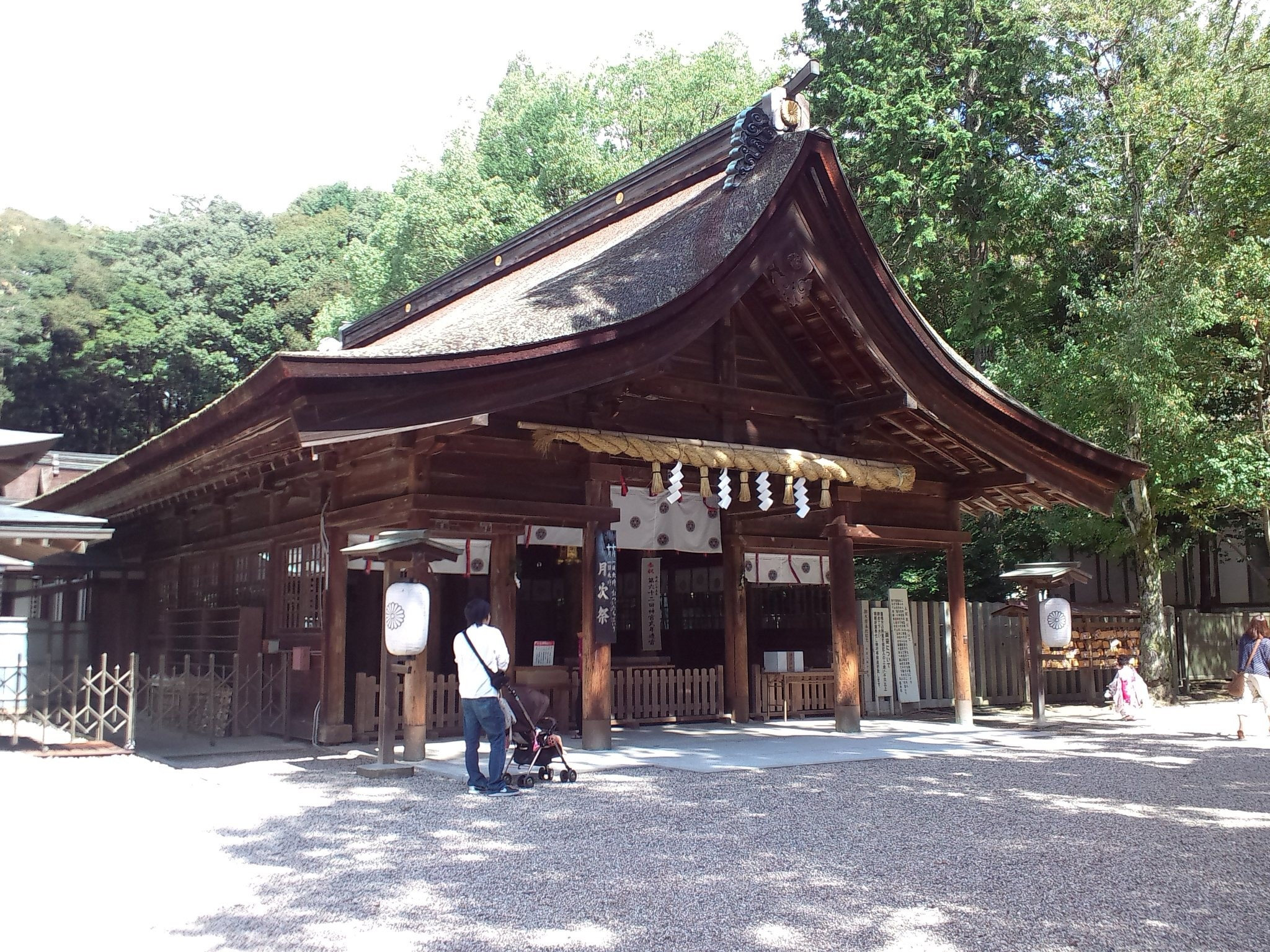
Ōagata-jinja Haiden

### Hime-no-Miya

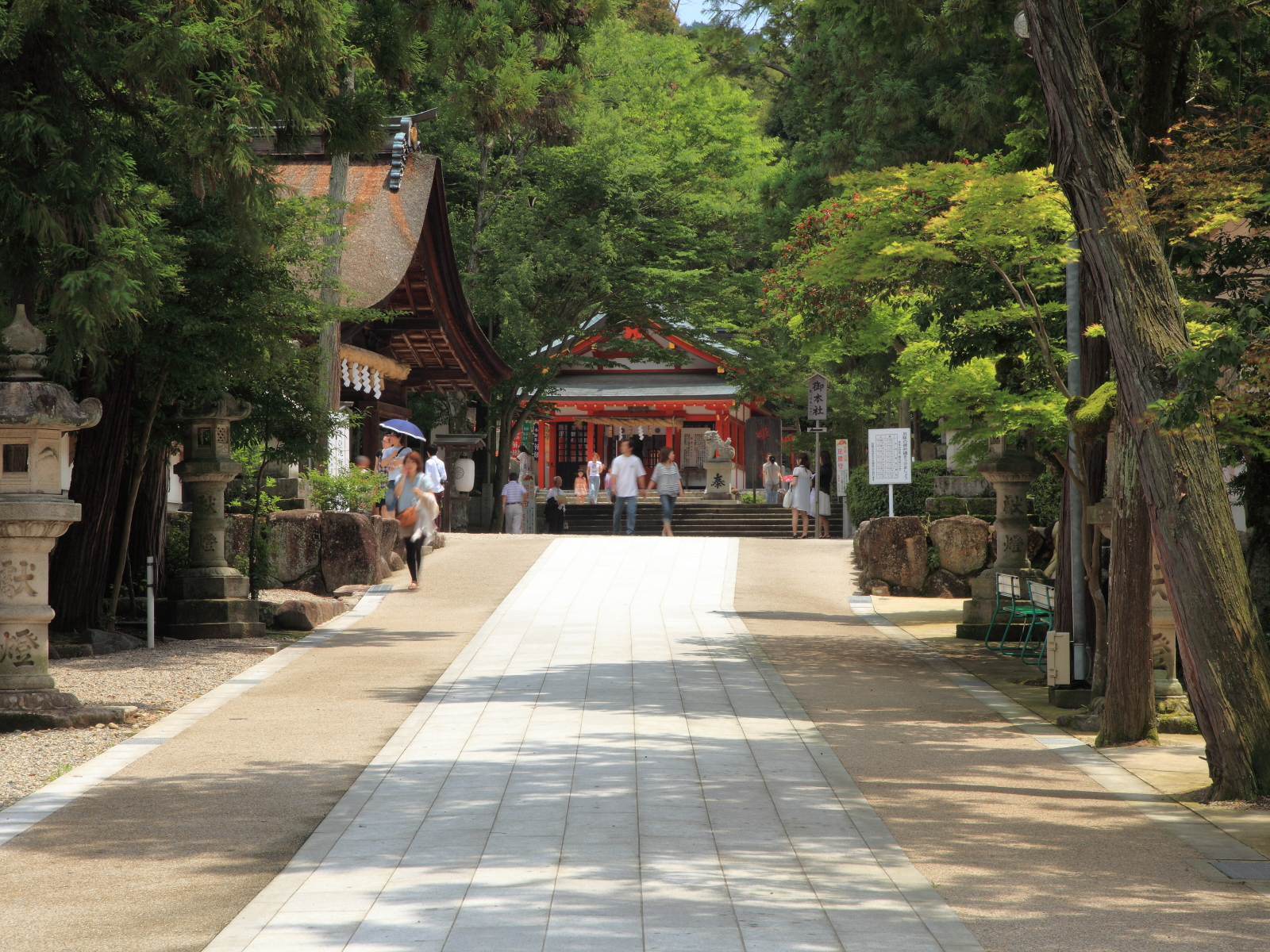
Approche du sanctuaire Himenomiya Oagata, Inuyama 2012
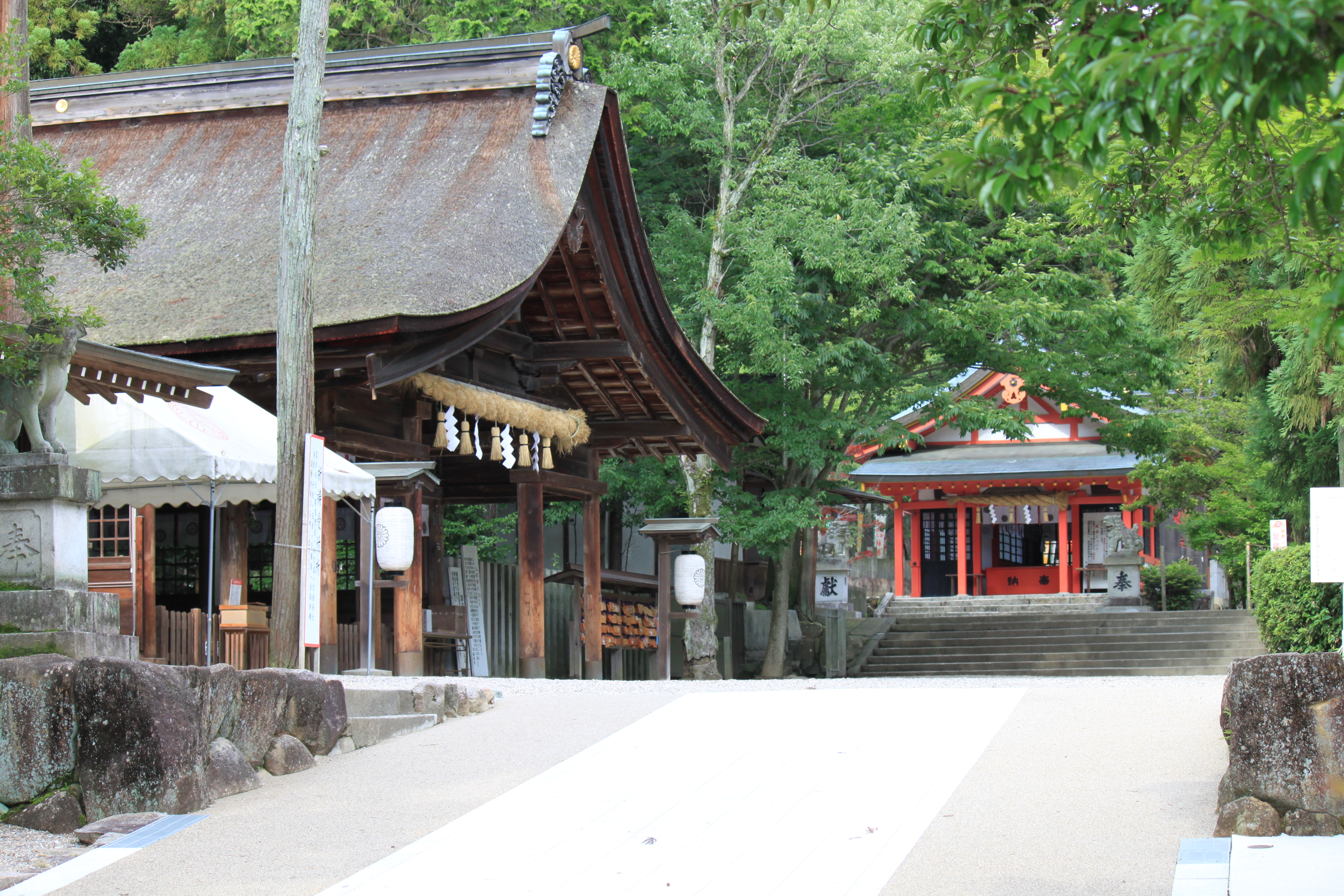
Haiden et Himenomiya au sanctuaire d'Oagata, 2010
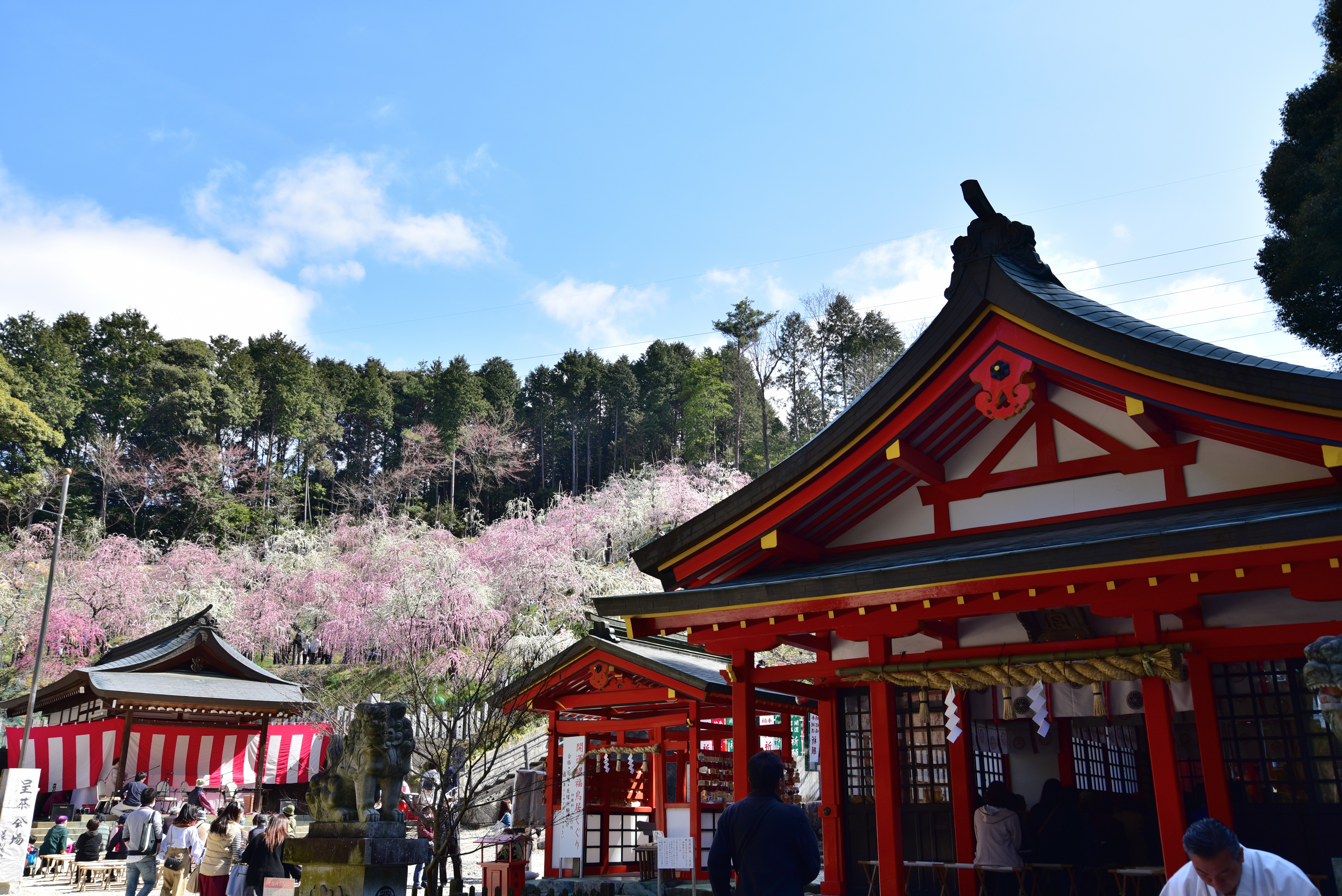
Verger de pruniers à Hime no Miya, sanctuaire d'Oagata, 2018
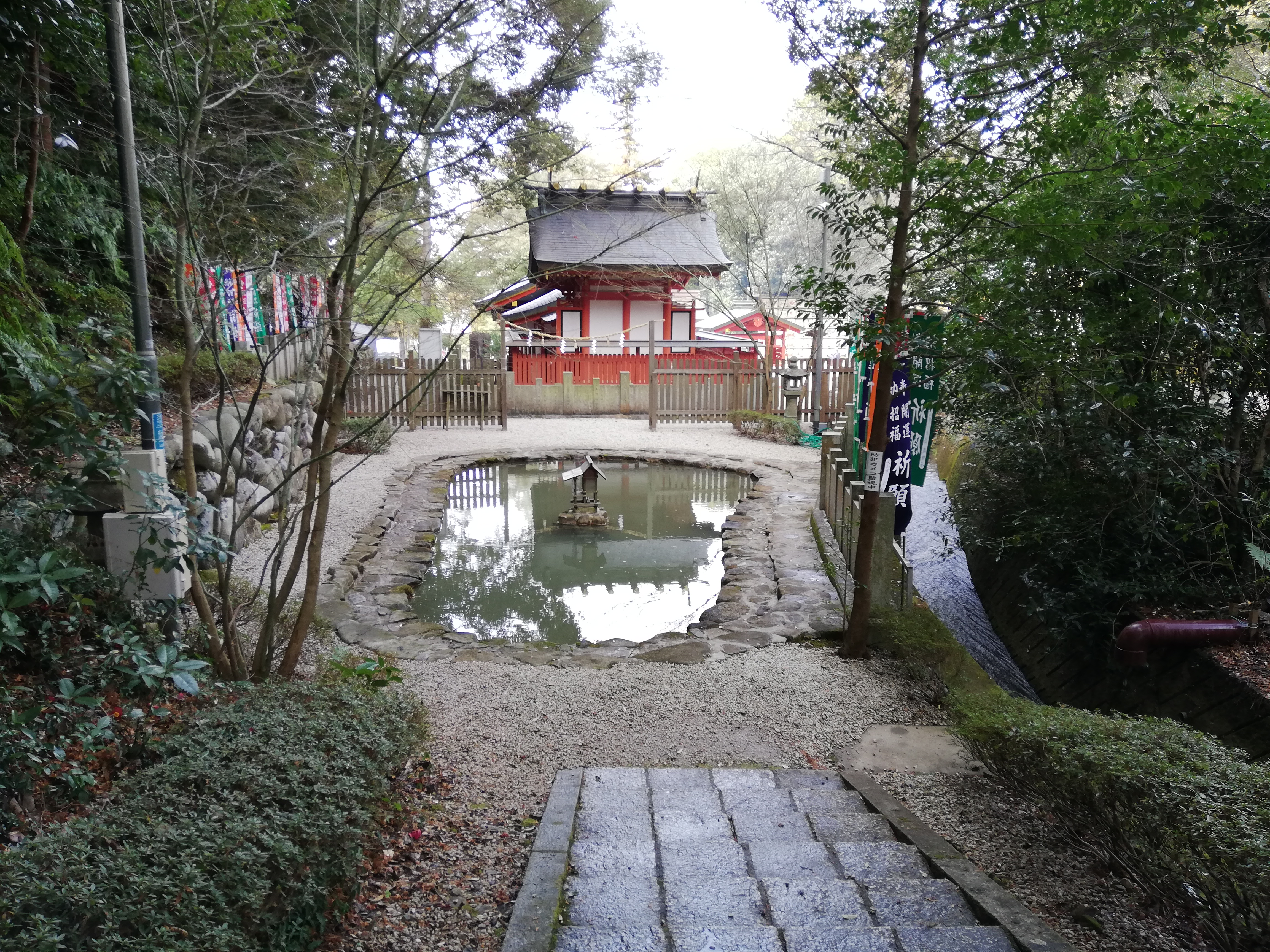
Vue derrière Hime no Miya au sanctuaire Ōagata, février 2021
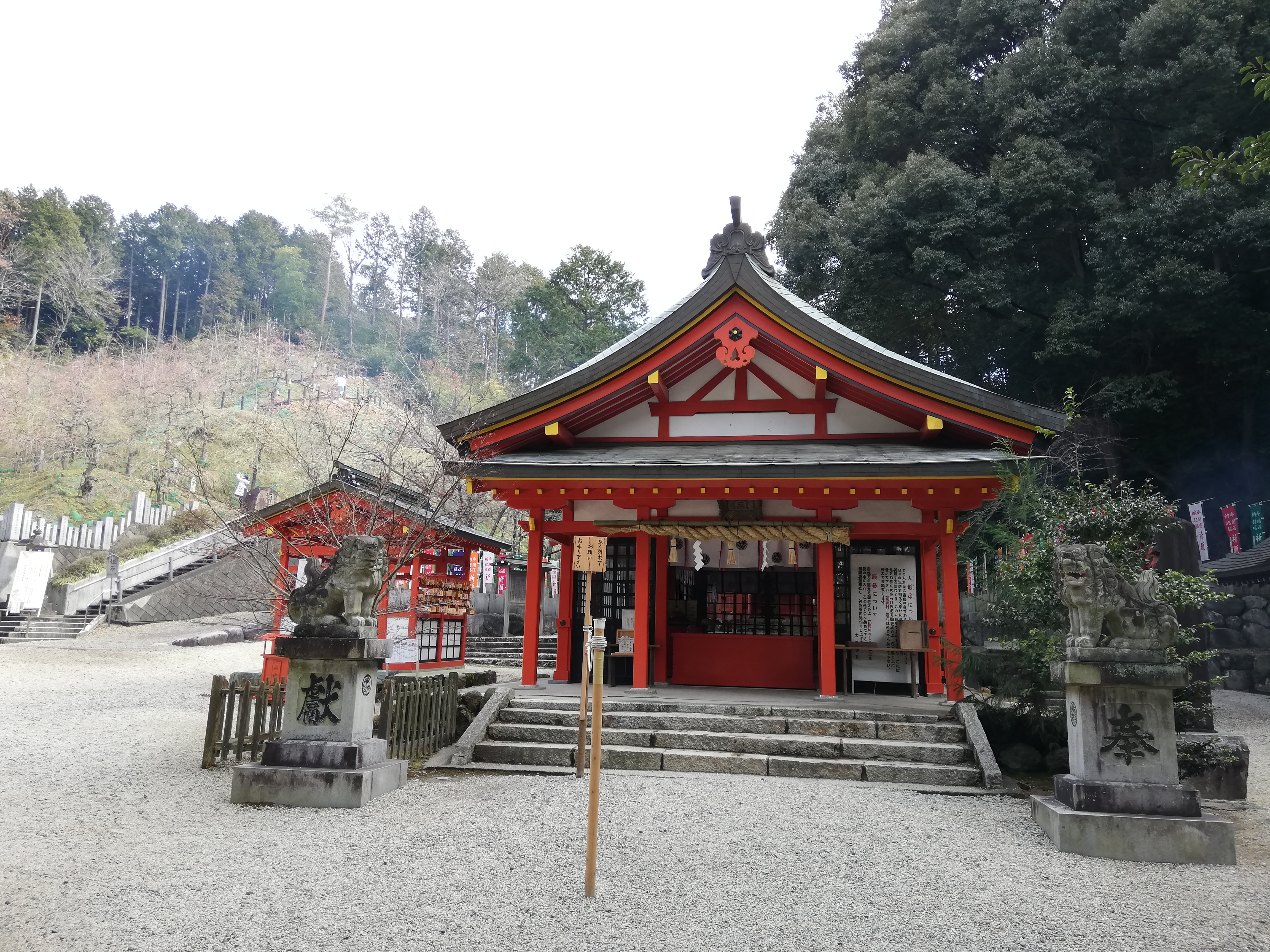
Vue de face de Hime no Miya au sanctuaire Ōagata
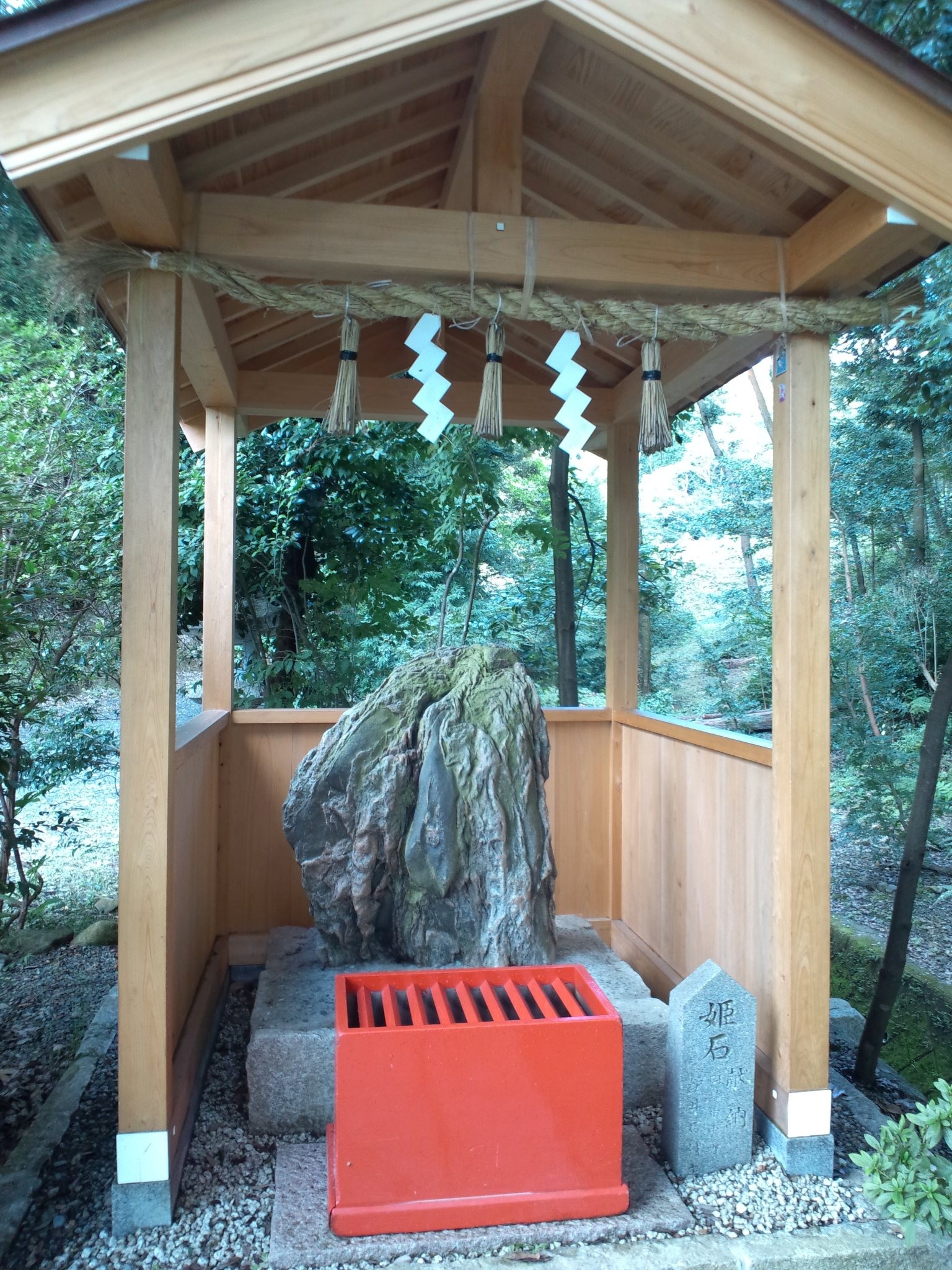
Himeishi au sanctuaire Ōagata
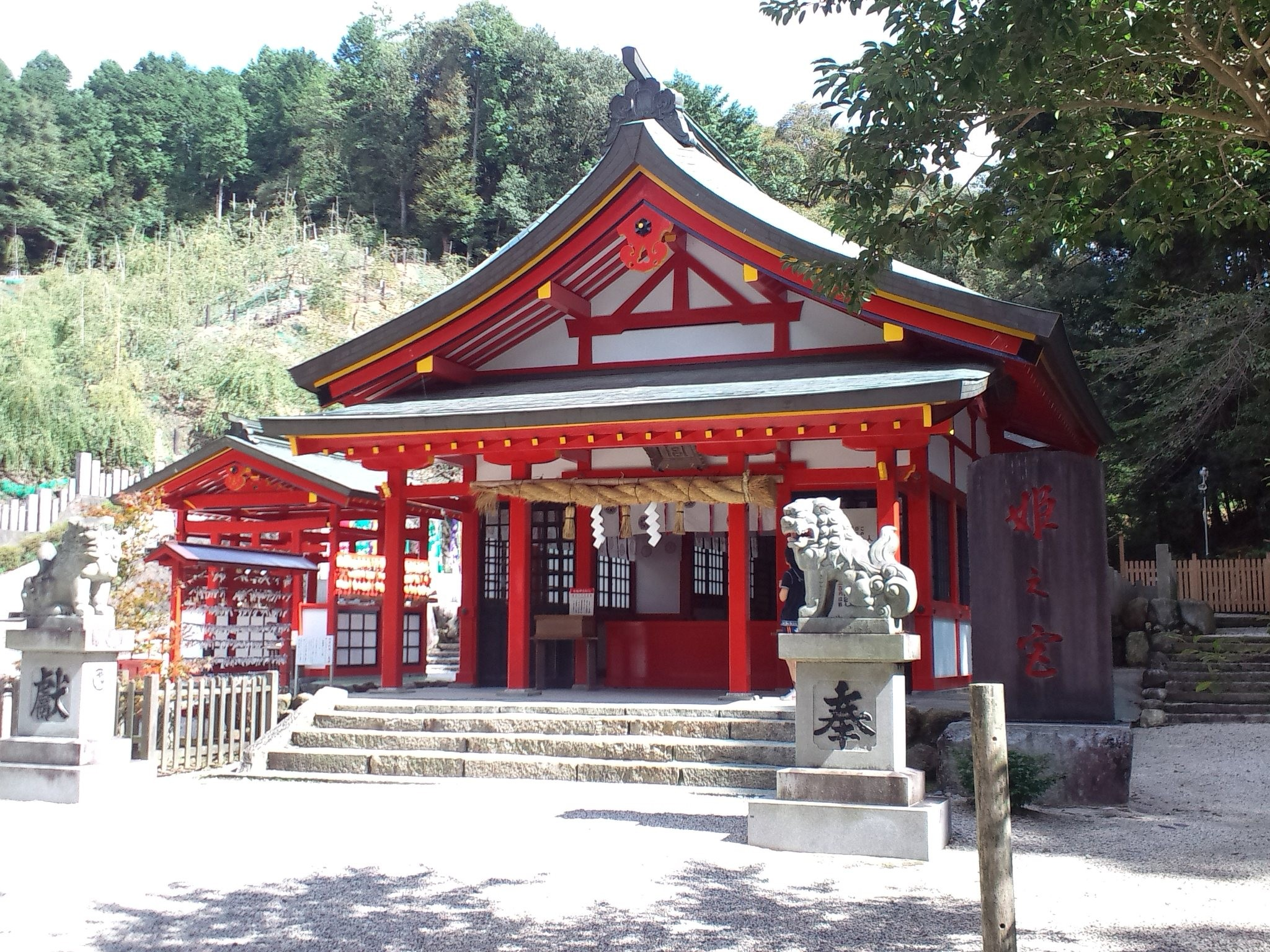
Himenomiya au sanctuaire Ōagata
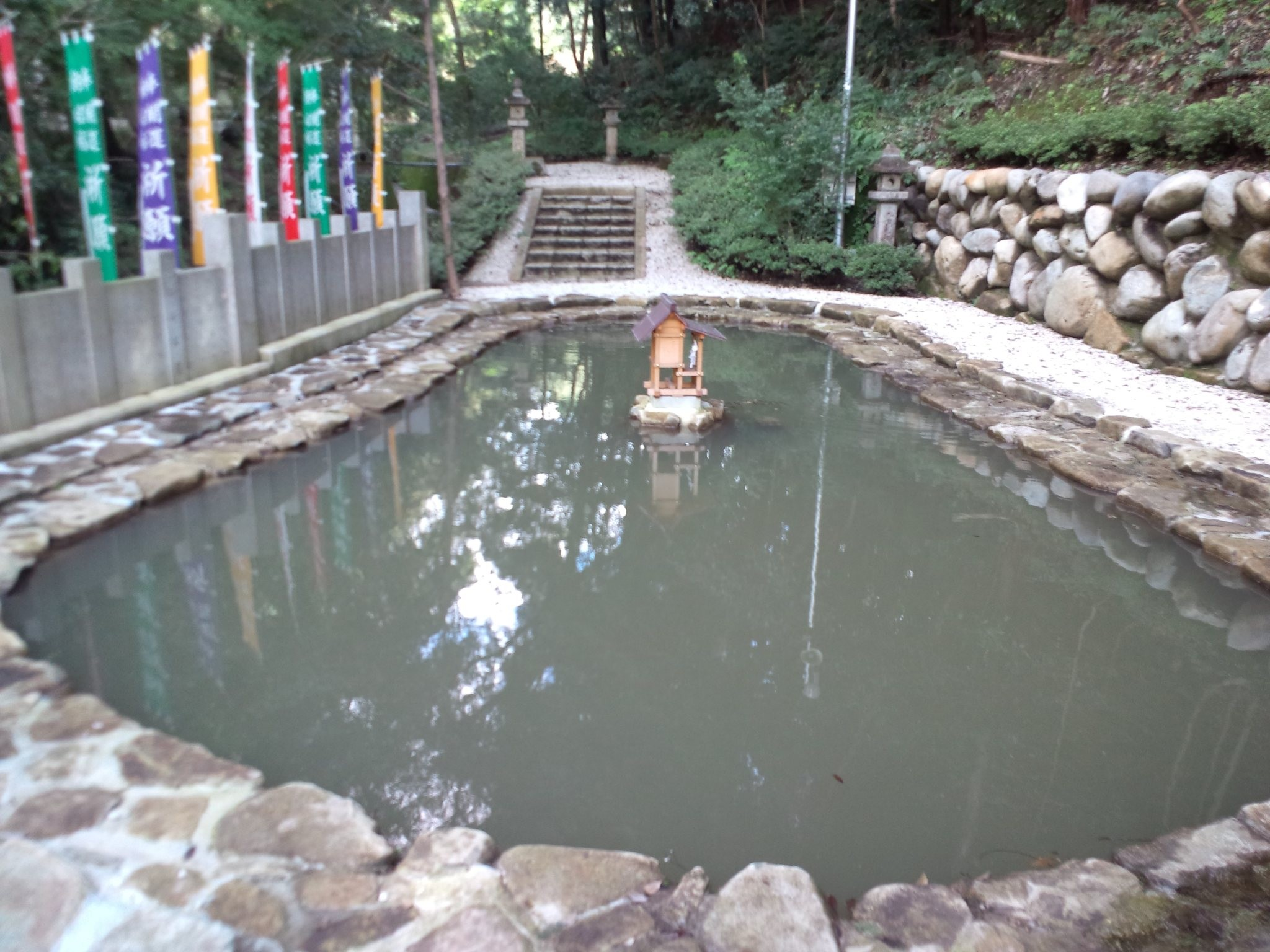
Étang Musuhi-ike au sanctuaire Ōagata

### Verger de pruniers

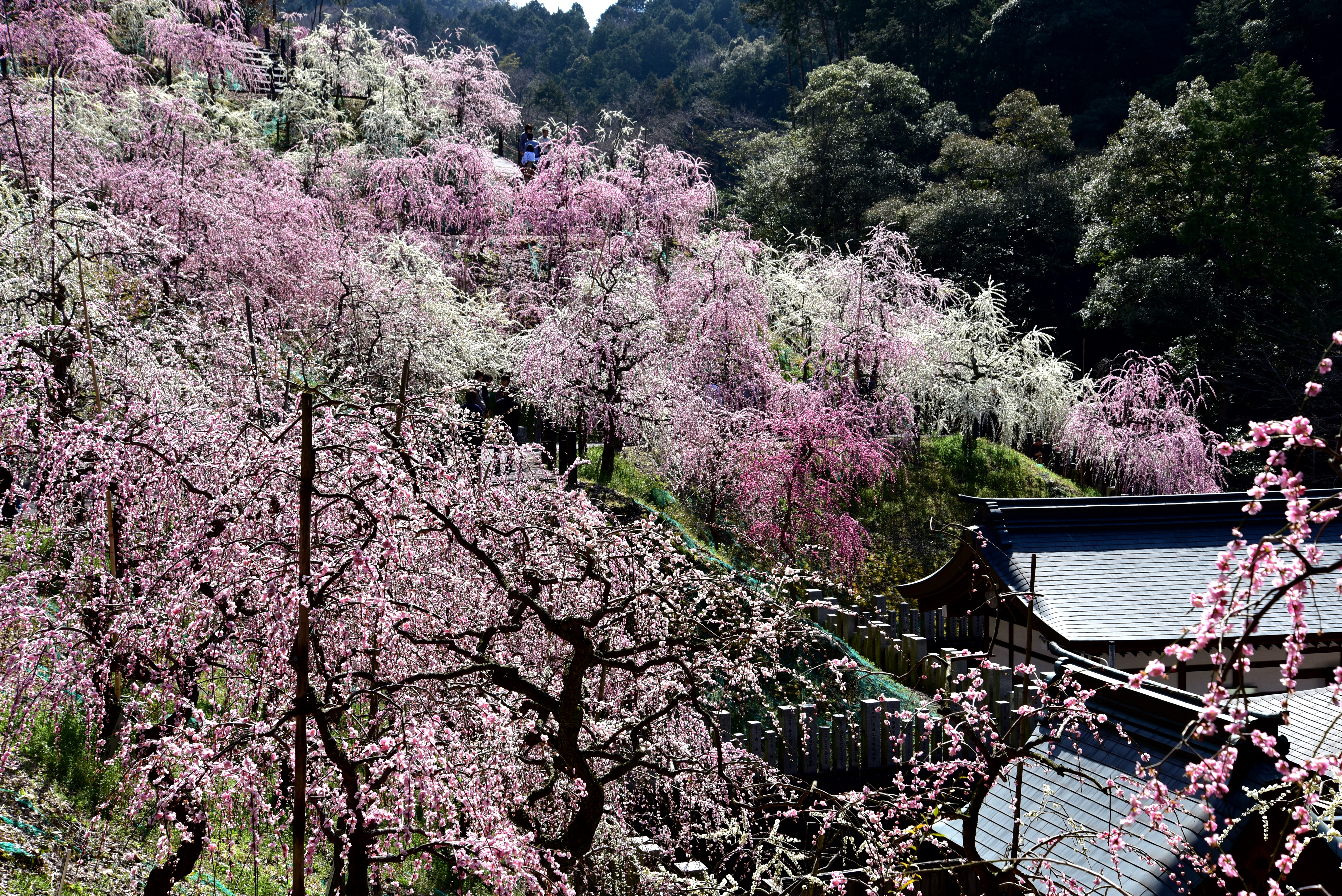
Fleurs de prunier sur les toits du sanctuaire d'Inuyama, Oagata
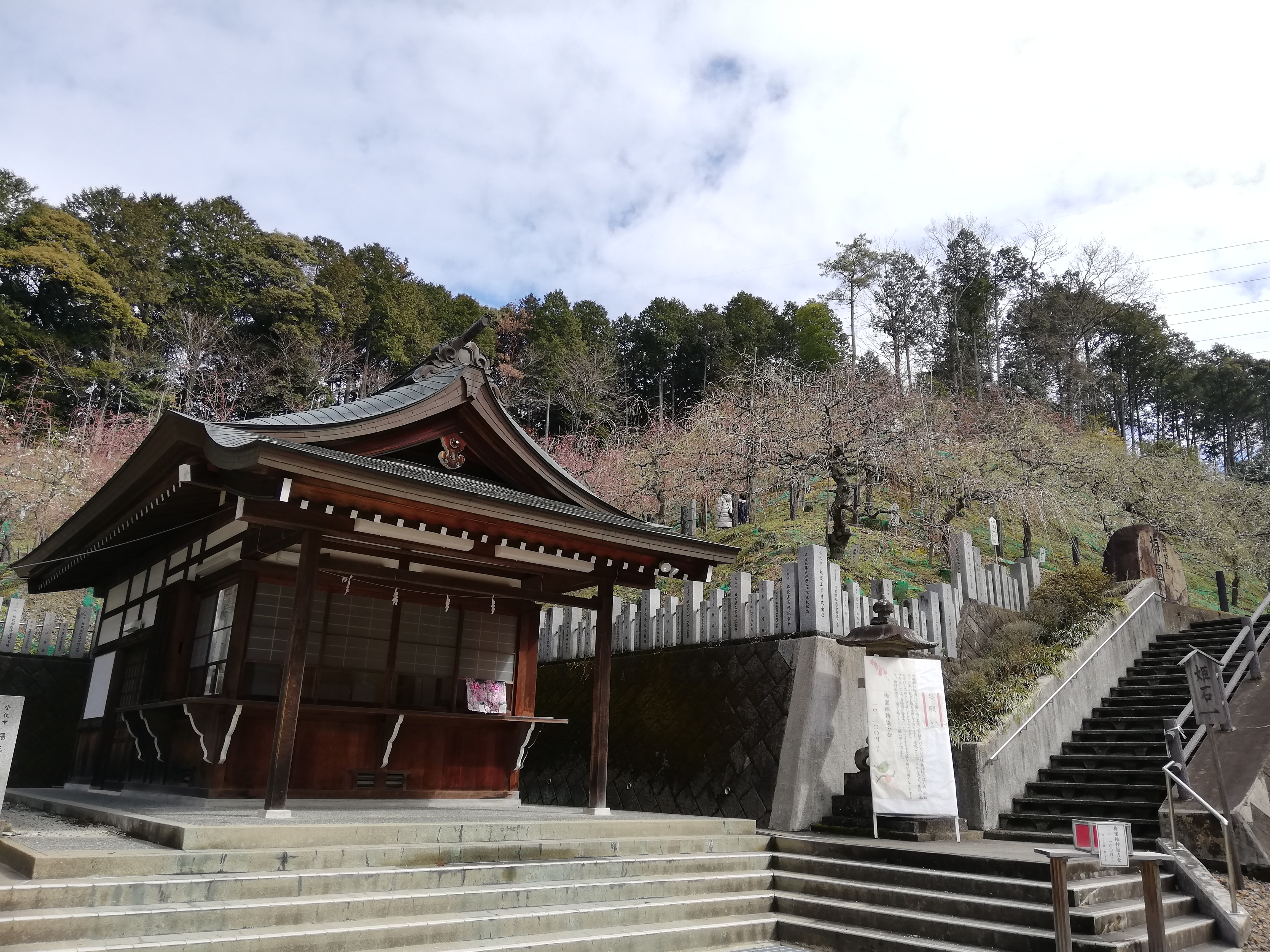
Bâtiment avec jardin de pruniers au sanctuaire d'Oagata, Inuyama
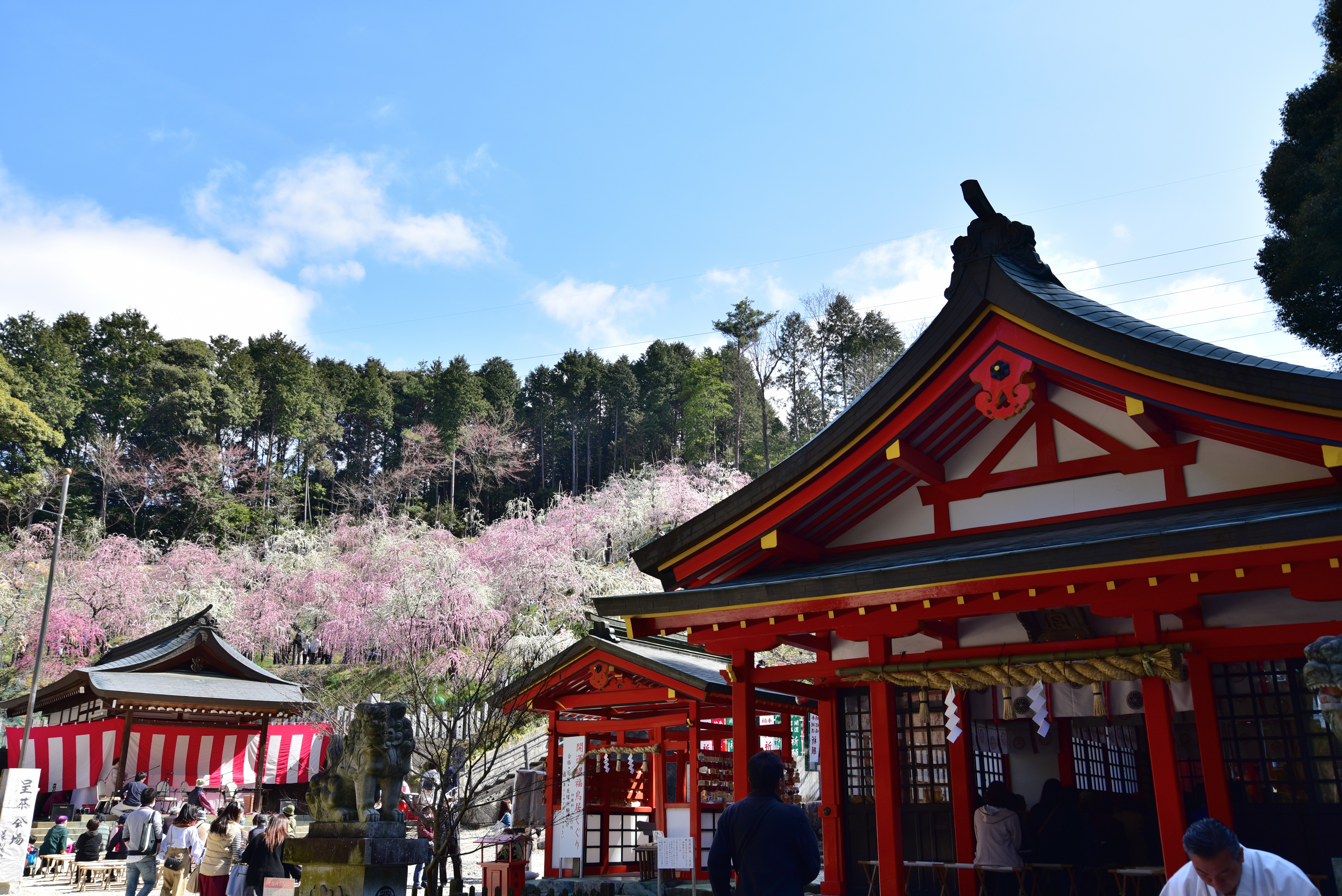
Verger de pruniers Hime no Miya, 2018
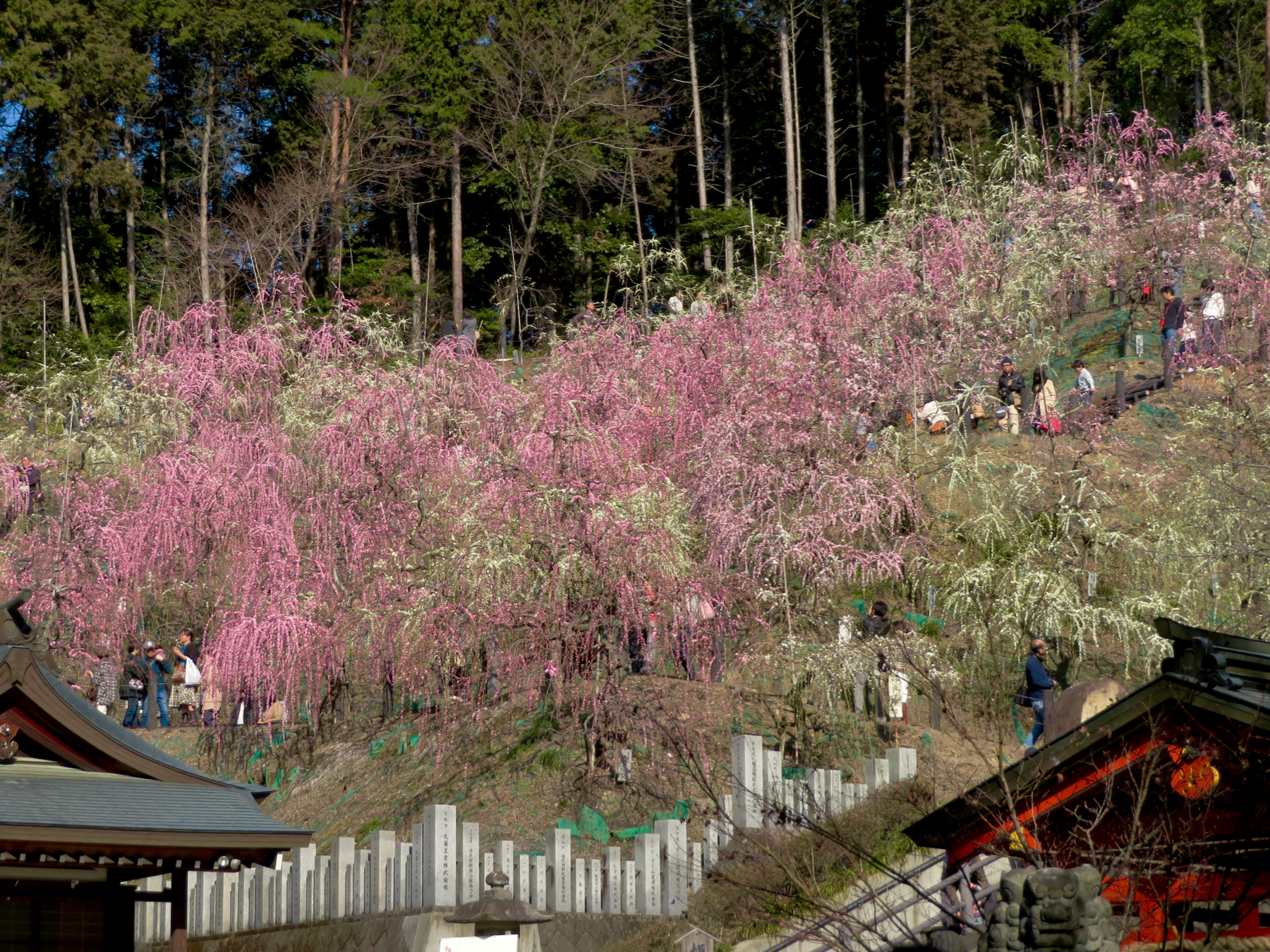
Pruneaux en pleine floraison au sanctuaire d'Oagata
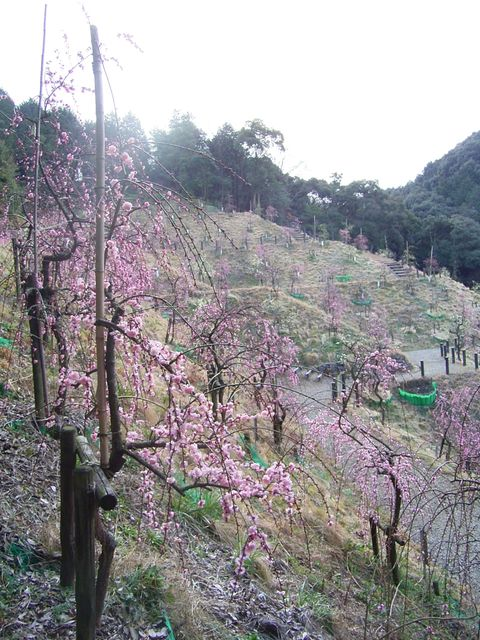
Fleurs de prunier au sanctuaire Ōagata